# Музей истории Барселоны
Музей истории города Барселона (кат.  Museu d Història de la Ciutat Barcelona, MHCB) — музей, посвящённый истории города Барселона. Находится в самом центре города, на Королевской Площади (исп. Plaza del Rey) и включает в себя несколько достопримечательностей Барселоны, каждая из которых считается самостоятельным культурно-просветительным учреждением. Музей занимается хранением, исследованием, а также документированием исторического наследия города.

## История

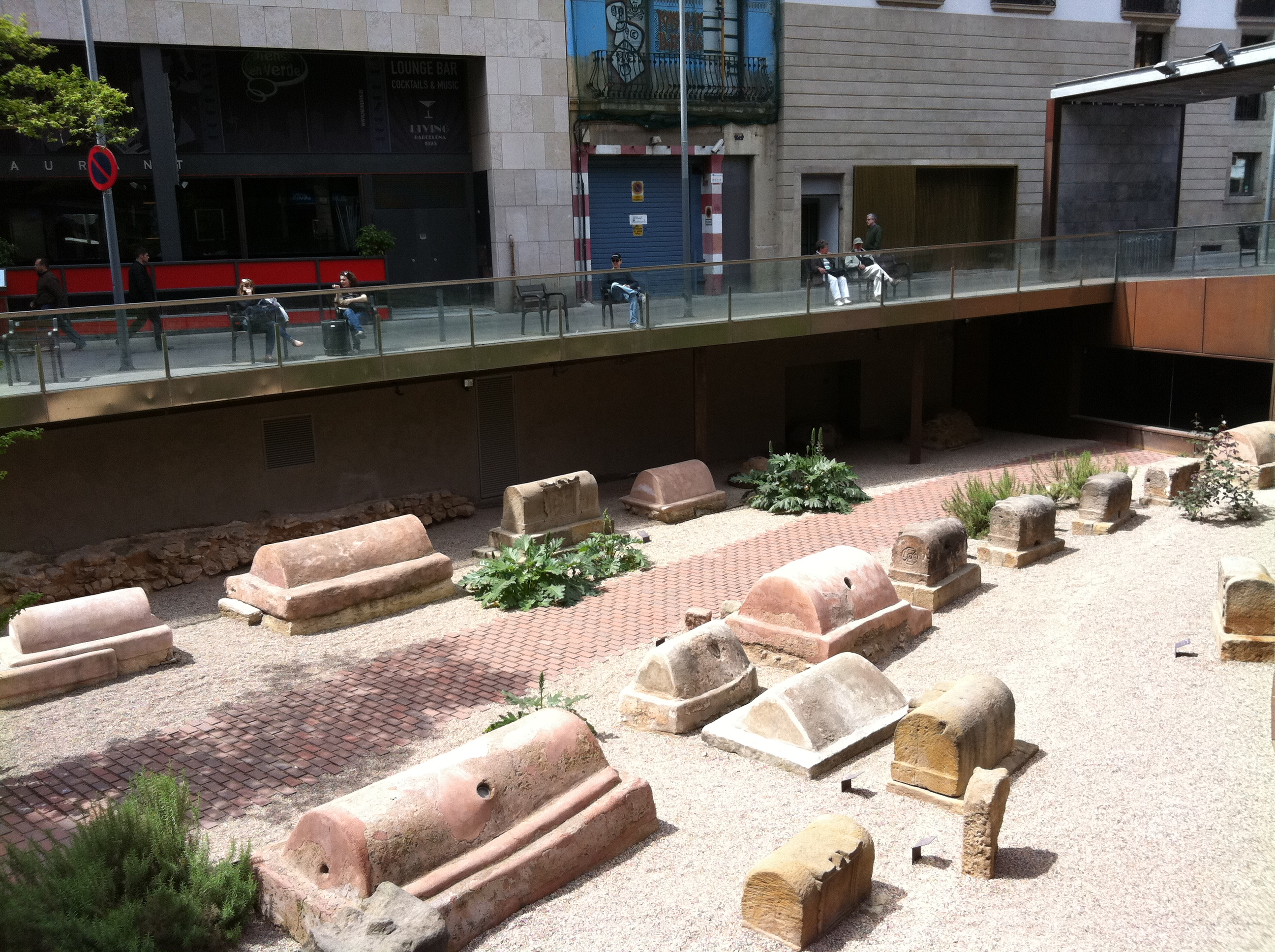
Захоронение древнеримской суток

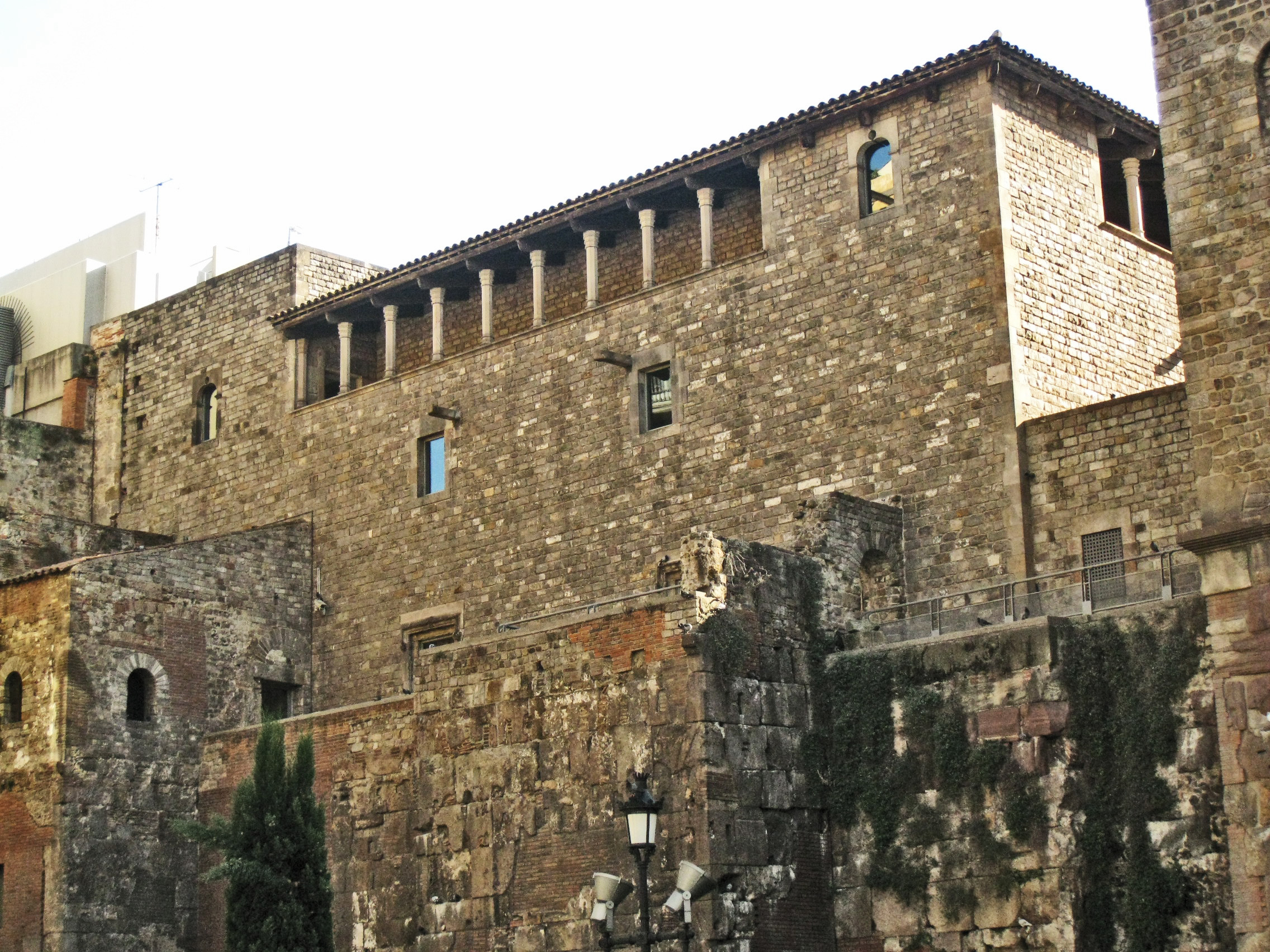
Дом Паделлас (XV век)

Идея создания музея истории Барселоны возникла ещё в 80-х годах XIX века. С тех пор постоянно собирались экспозиции для выставок в  музее. В 1877—1932 годах музей истории функционировал в часовне Св.Агаты. Всемирная выставка, организованная Агустин Дюраном Санпере в 1929 году стала первым шагом в образовании нового Музея. В это время на площади дель Рей шли стройки и в 1931 городу там были обнаружены руины древнеримского города Барсино. И таким образом были начаты археологические раскопки, результатом чего стало находка большой коллекции экспонатов.   Музей истории города Барселона официально был открыт в 1943 году, после Гражданской Войны в Испании. Первым директором музея был Агустин Дюран Санпере.  В 1988 году музей превратился в целый музейный ансамбль, объединив в себе несколько исторических объектов.

## Описание
Территория музея охватывает примерно 4000 м². Музей можно разделить на подземную и надземную части. В подземной части музея находятся руины старого города, где сохранились фрагменты римских бань (терм), стен, водопровода, канализации и т.д. А в надземной части находятся основные экспонаты музея. На территории музея можно встретить развалины жилого дома, стену города, площадь, древнюю прачечную, древний завод (здесь изготавливалась специальная приправа, любимая жителями Римской империи — гарум), остатки религиозных сооружений, заводы по изготовлению вина. Среди руин также можно опознать остатки вестготского храма и епископского дворца.

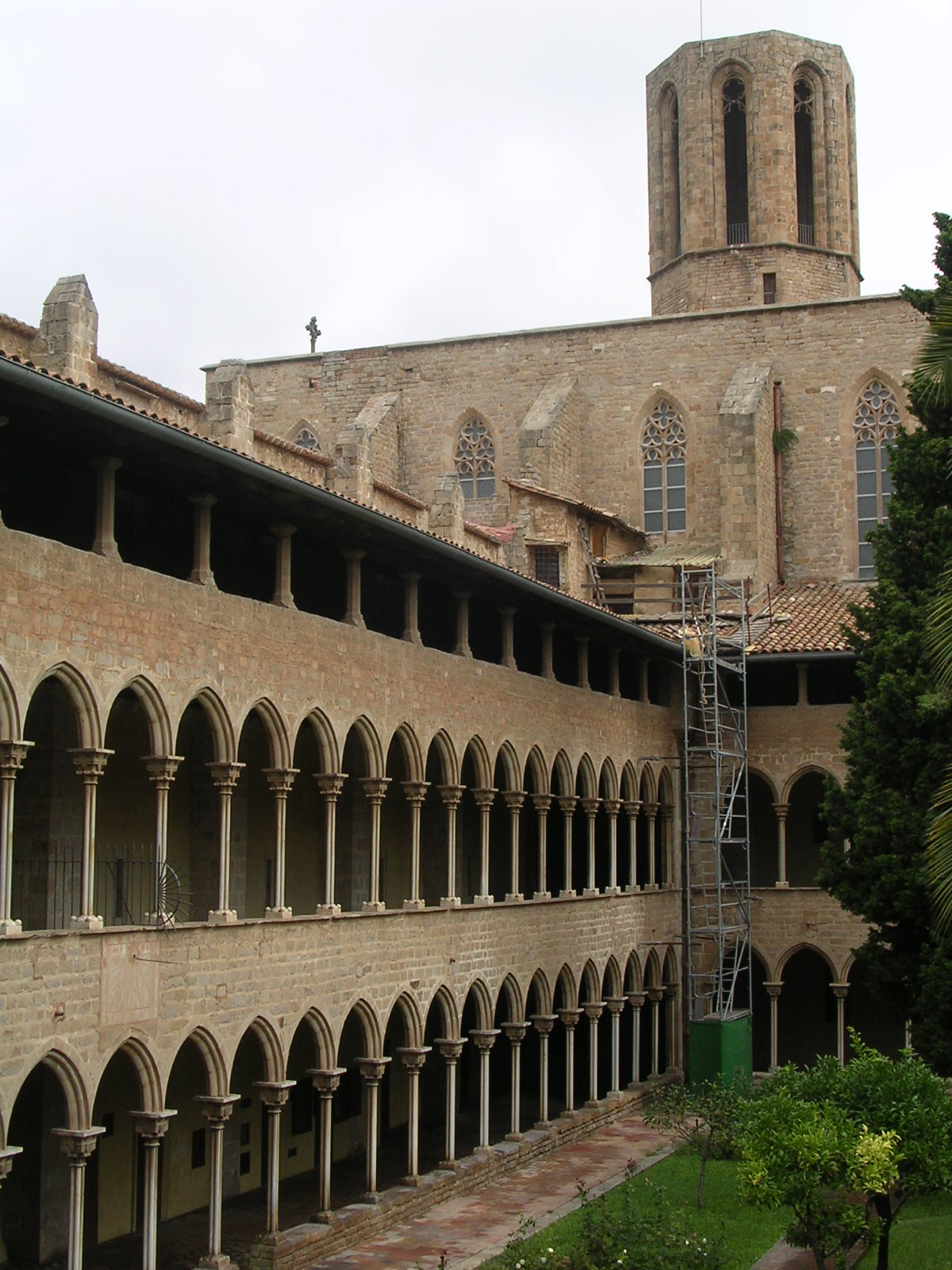
Здание монастыря Педральбес

Включает Монументальный ансамбль Плаза дель Рей, Храм Августа, Via Sepulcral (римские захоронения) Санта-Катарина, музей-монастырь Педралбес, дом-музей Вердаге, Вилла Жоана, Укрытие 307, Туро-де-ла-Ровира и развлекательный центр в парке Гуэль. Вместе взятые, эти объекты охватывают наследство более двух тысяч лет.
Музей истории города Барселоны был задуман как продолжение самого города с его улицами, скверами и зданиями, где посетители могут наблюдать за течением времени, а также за  историческими личностями, которые многие века создавали то, что сейчас является современной Барселоной. Музей истории города расположен в готическом доме, а часть экспонатов — под площадью дель Рей (лат.  plaça del Rei).
Основная коллекция музея — павильон Барселоны — был представлен на Всемирной выставке в Барселоне в 1929 году.
В музее находится более 35 тысяч экспонатов, которые связаны с прошлым и настоящим наследием Барселоны. Коллекции музея отличает разнообразие материалов, археологические находки, охватывающие период от неолита и до наших дней. Музей обладает коллекцией римских портретов, найденных при раскопках римских городов, римские и еврейские надписи, изделия из золота и серебра, глиняная посуда, скульптуры, монеты и другие археологические находки. Из не археологических экспонатов в музее можно увидеть картины, гравюры, мебель, медали, оружие и др.
Все объекты, входящие в состав музея отмечены логотипом MUHBA.

## Монастырь Педральбес

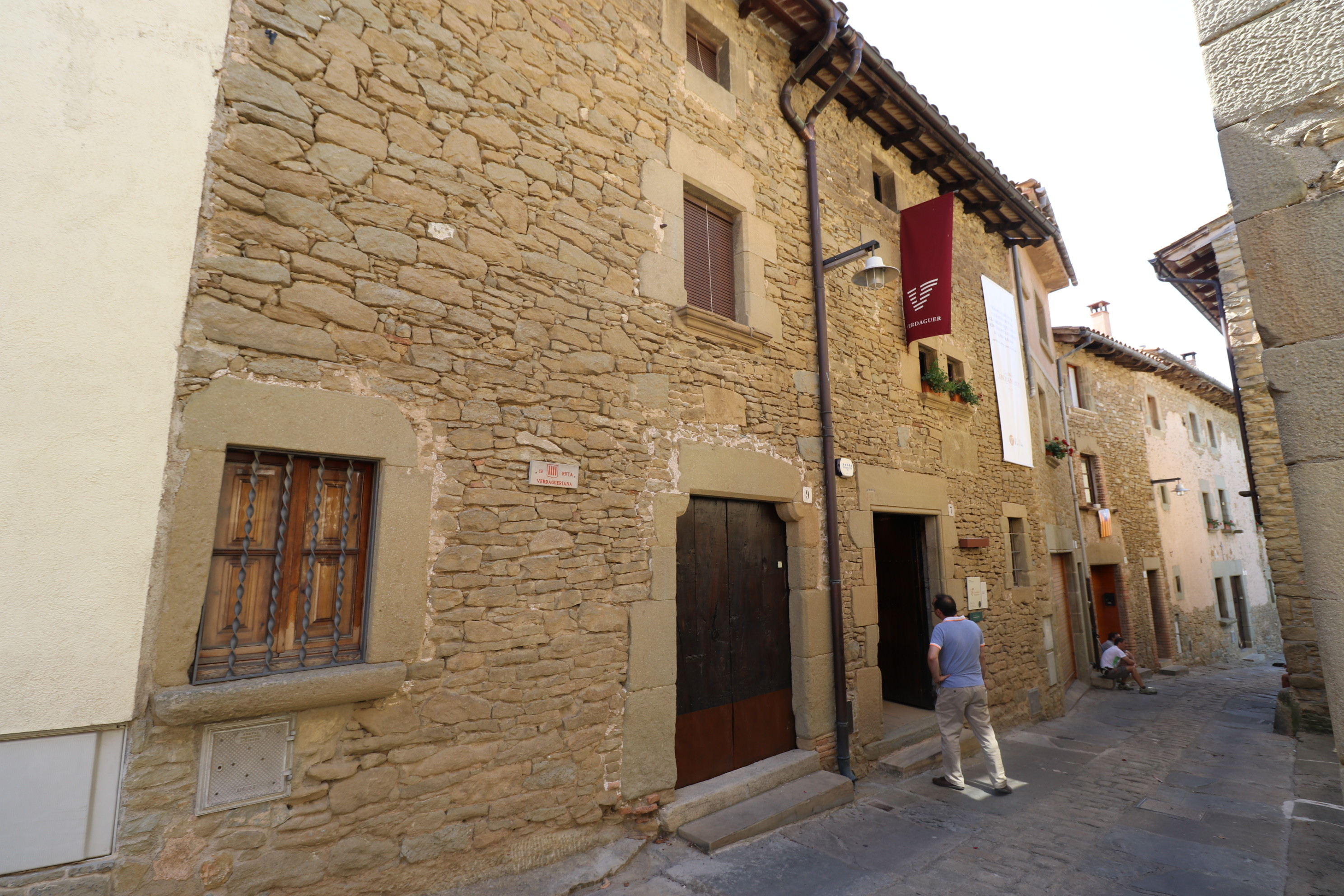
Дом-музей

Монастырь расположенный в одноимённом квартале был построен в 1326 году по приказу короля Хайме II. После смерти мужа в 1327 году, королева Элисенда де Монкада переехала жить во дворец, прилегающий к монастырю. Завещанием королевы было разрушить монастырь после её смерти, что и было выполнено. Элисенда де Монкада умерла в 1364 году и была похоронена в монастыре Педральбес. Музей здесь был основан в 1983 году.

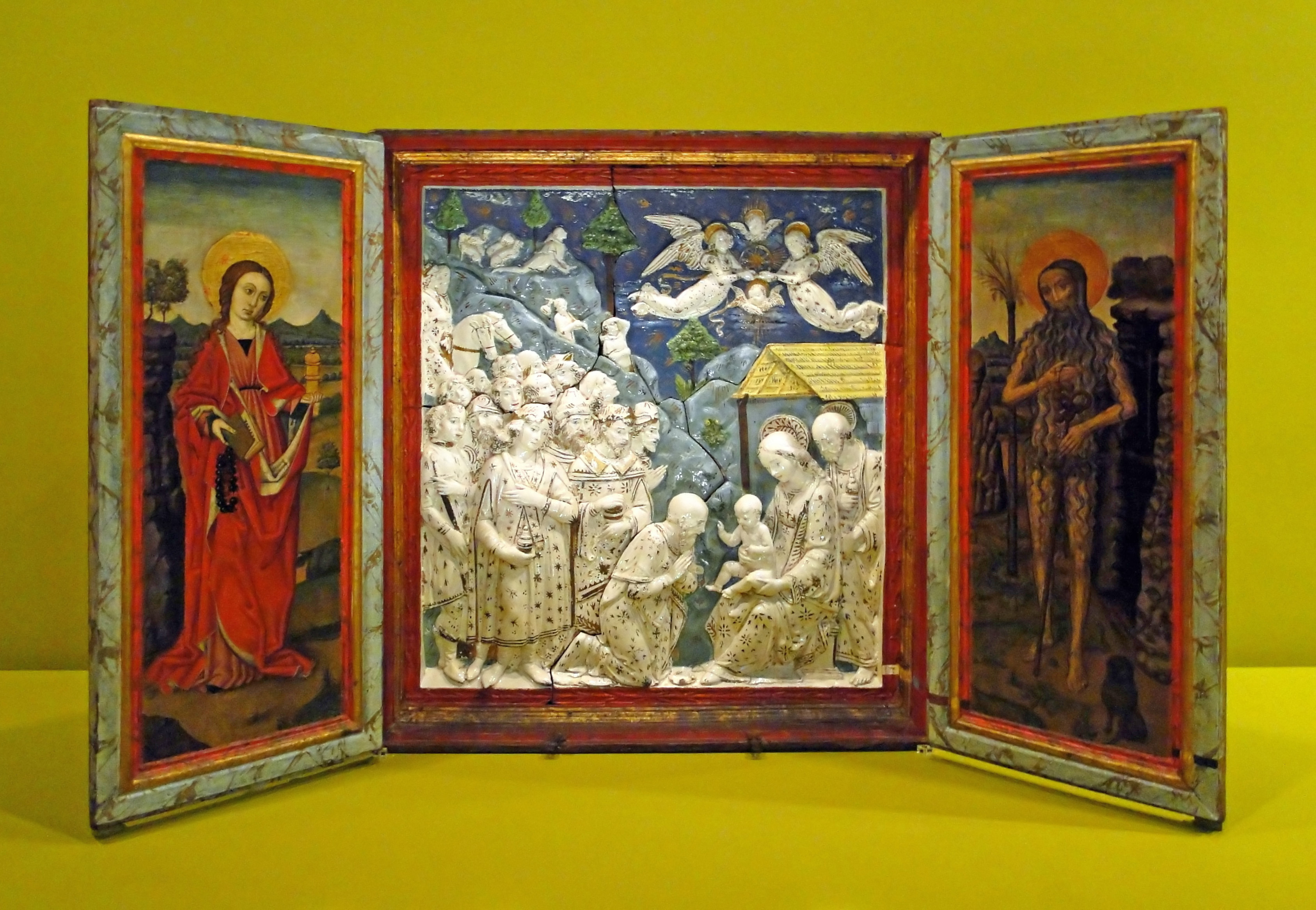
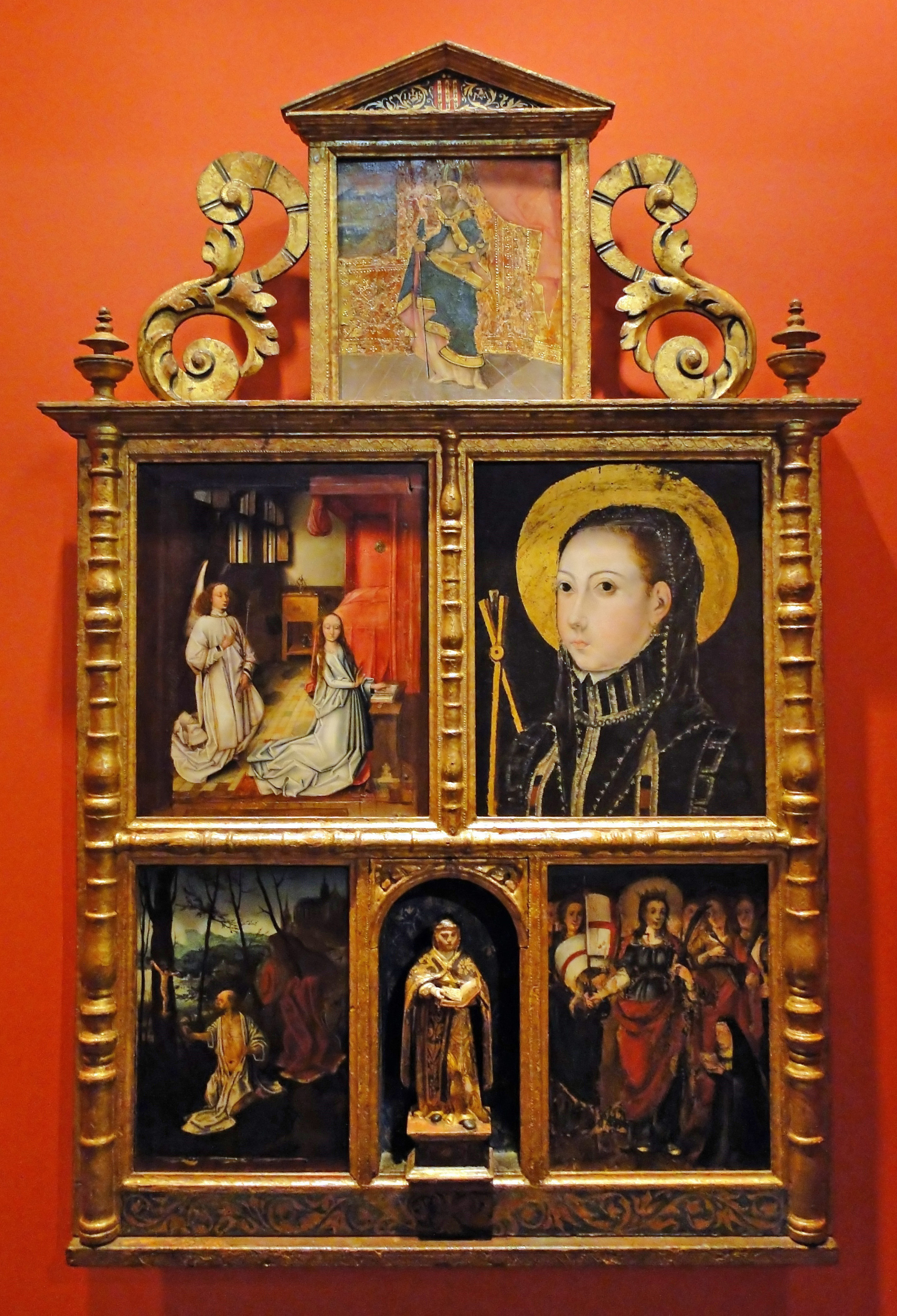
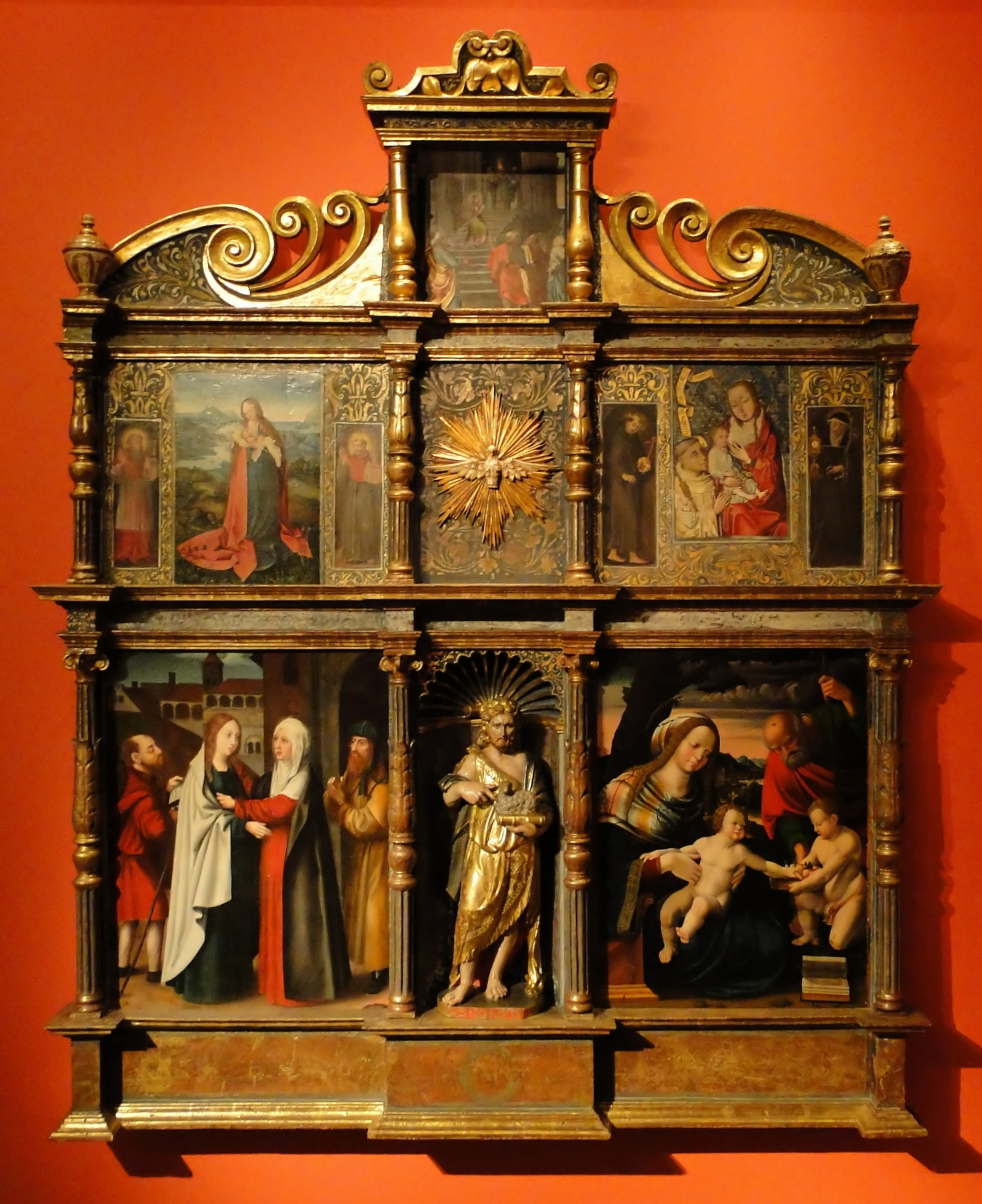
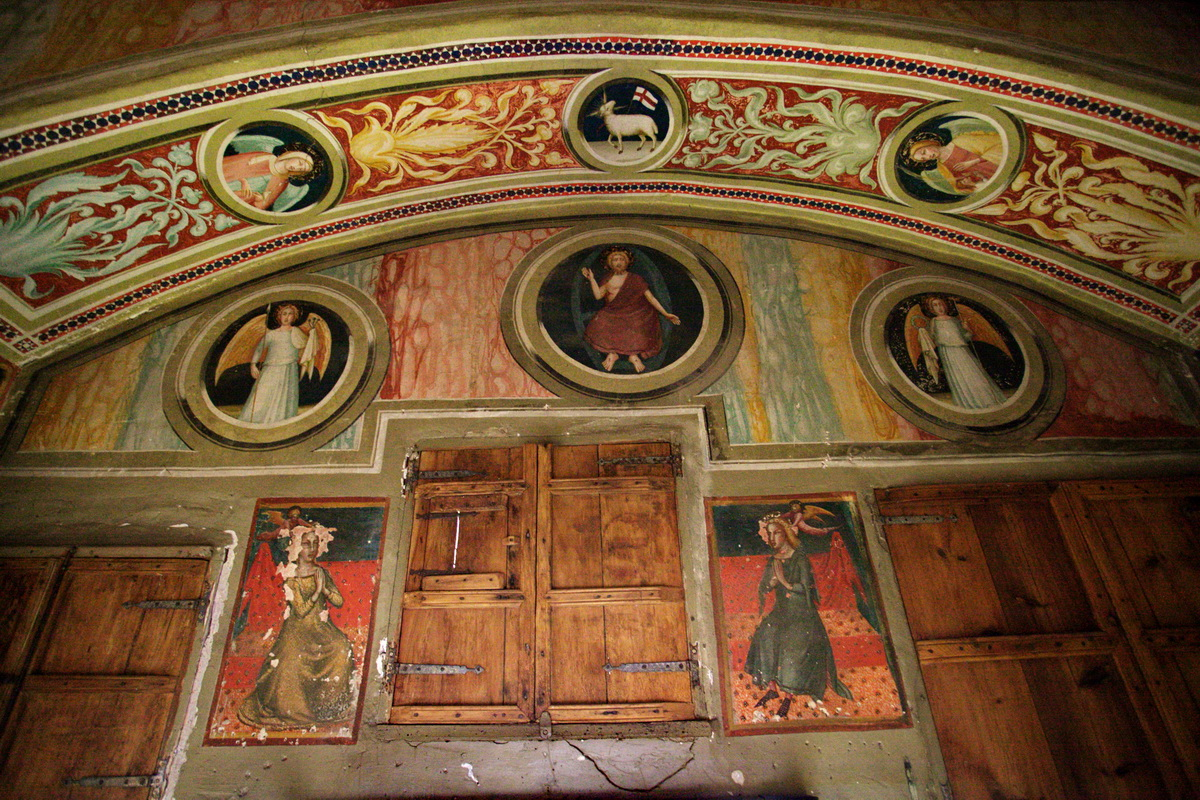
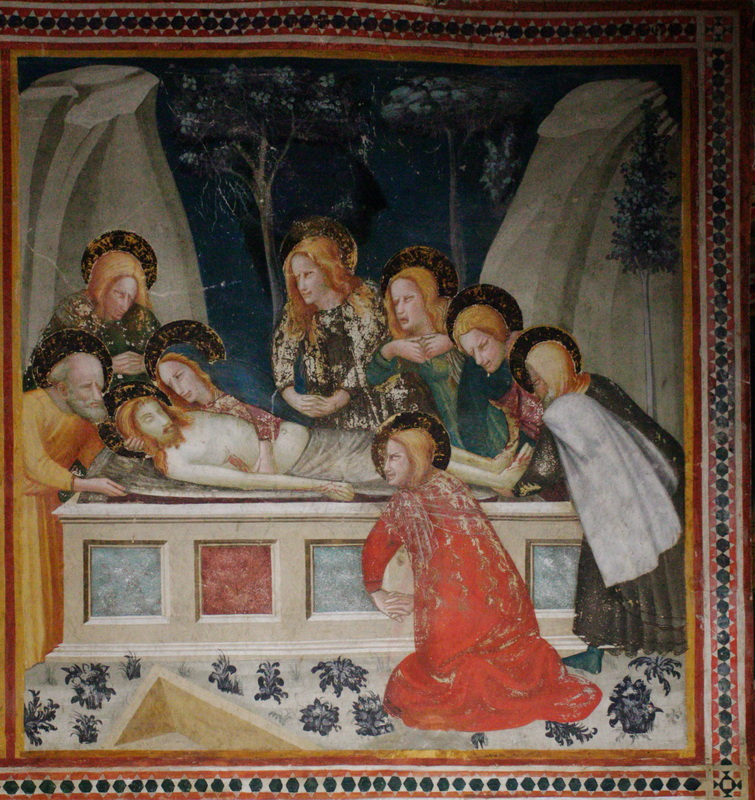
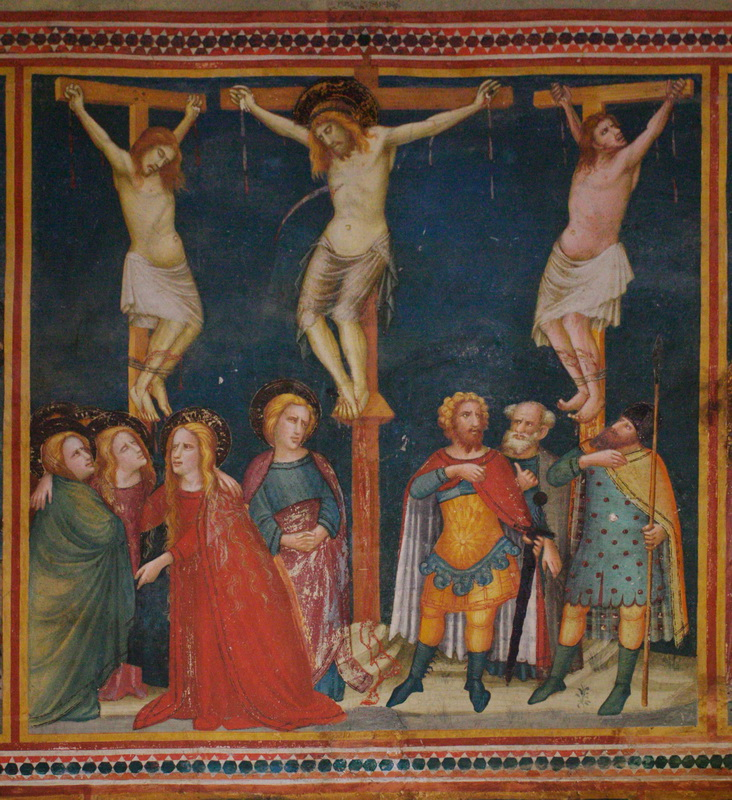
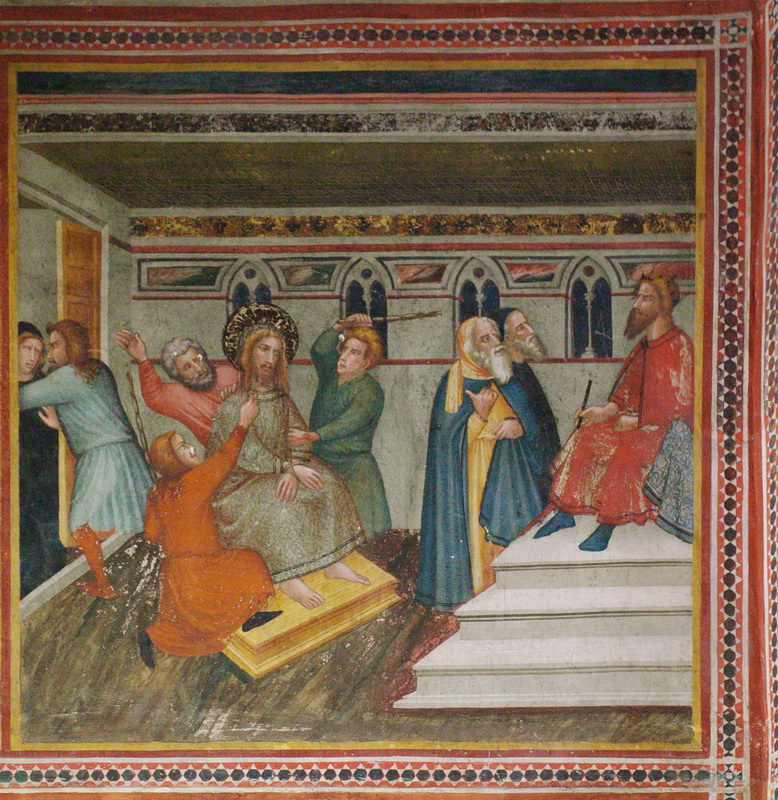
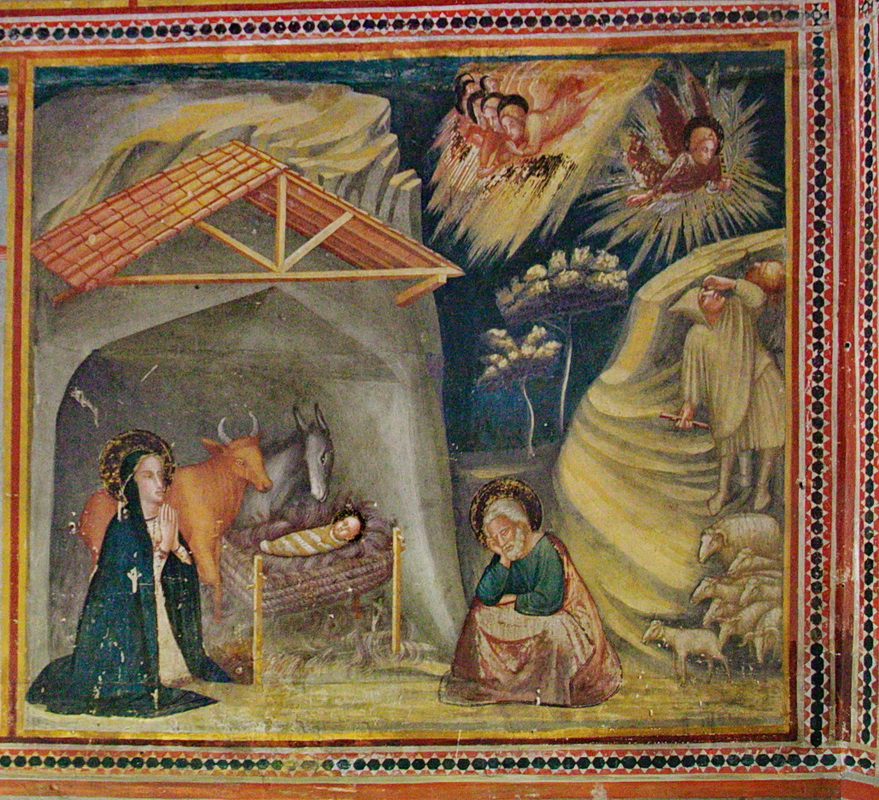
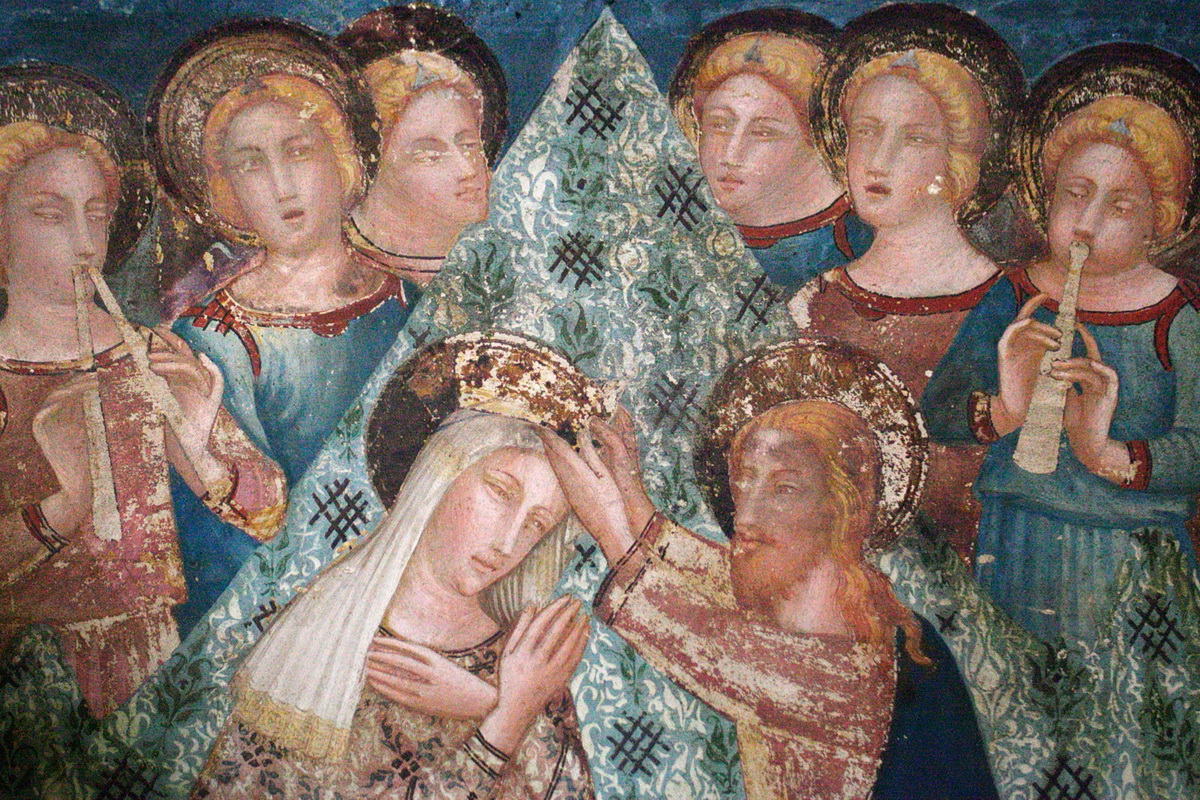
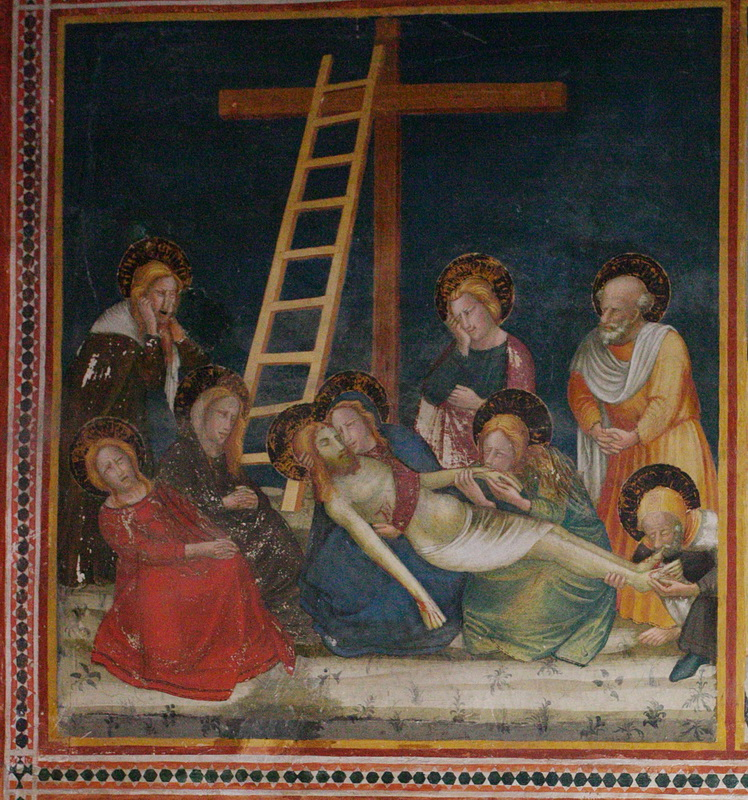
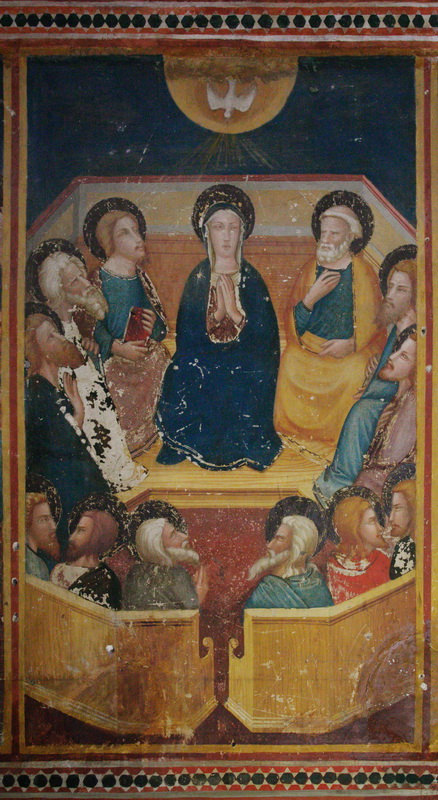
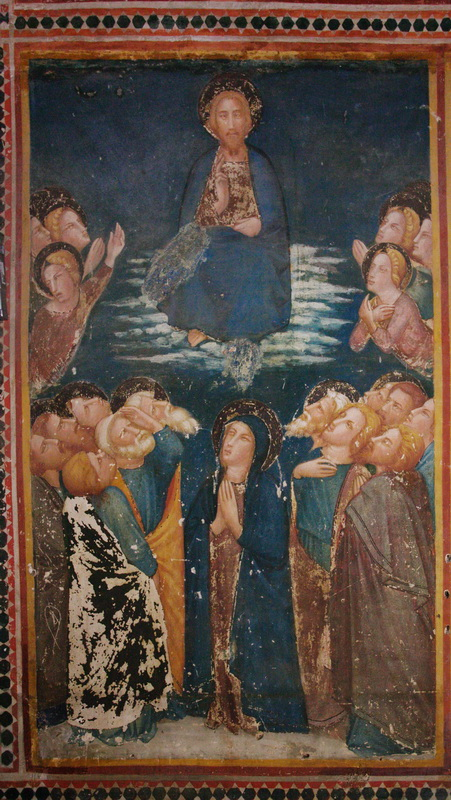

## Дом-музей Вердагэ

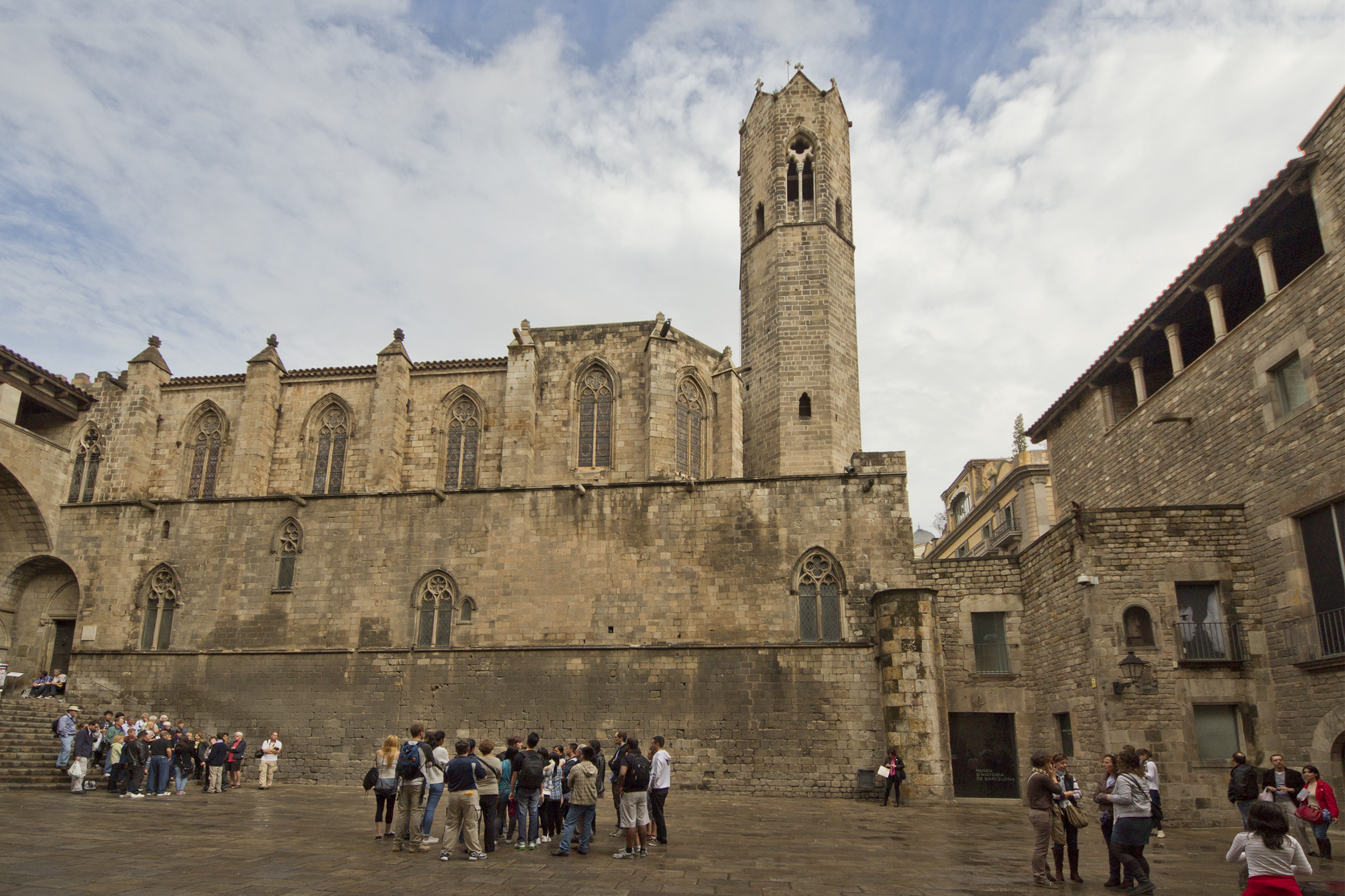
Часовня Св.Агаты

Здание дома было построено в XIX веке выполненный в мавританском стиле. Дом расположен в квартале Педральбес. Автором здания является известный каталонский архитектор Антонио Гауди. Жасинт Вердагэ — выдающийся каталонский поэт, провёл последние 24 дня своей жизни в этом доме. Сегодня в музее хранятся предметы поэта: кровать, письменный стол, рабочие принадлежности, книги, черновики, одежда и другие предметы.

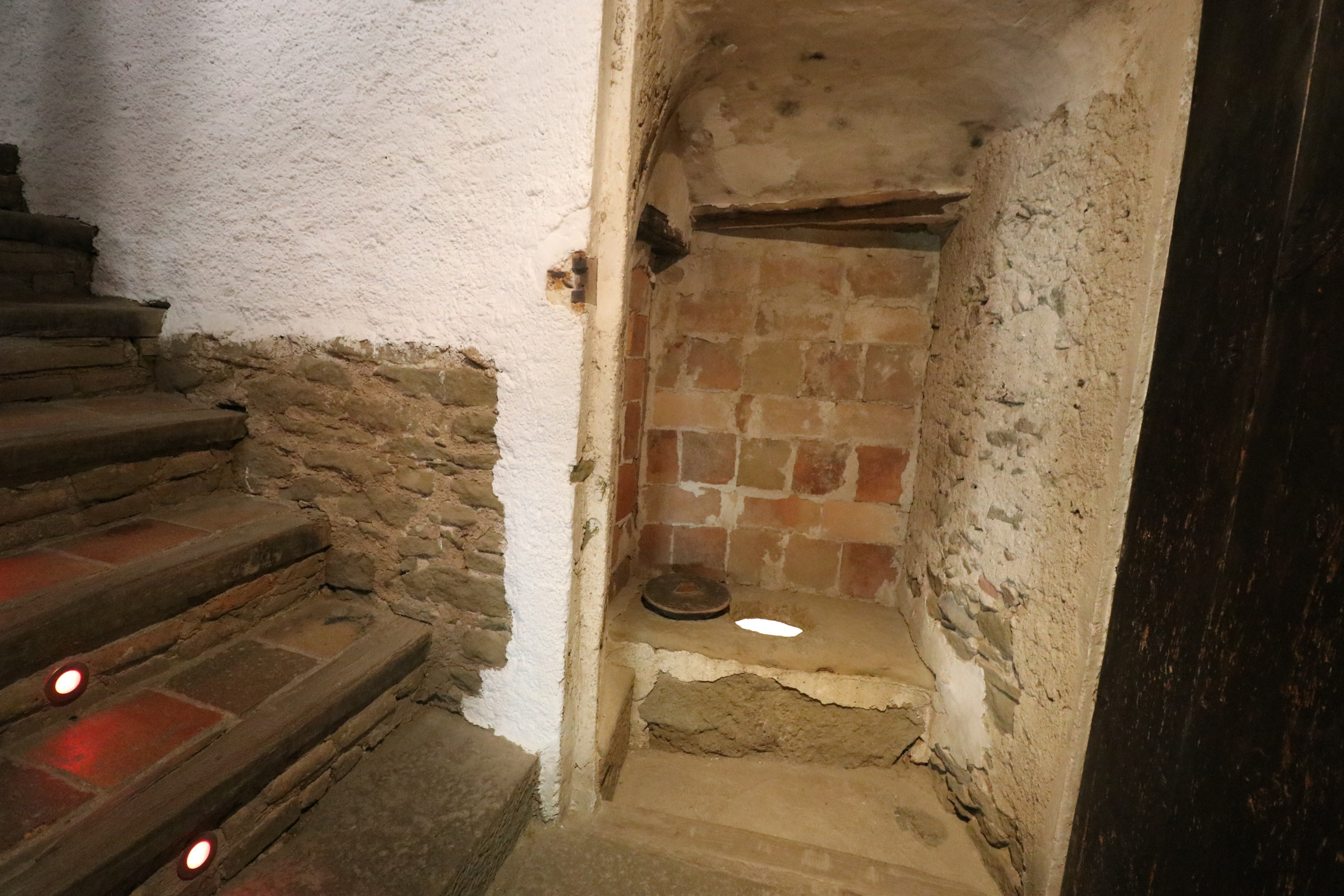
Коммуна
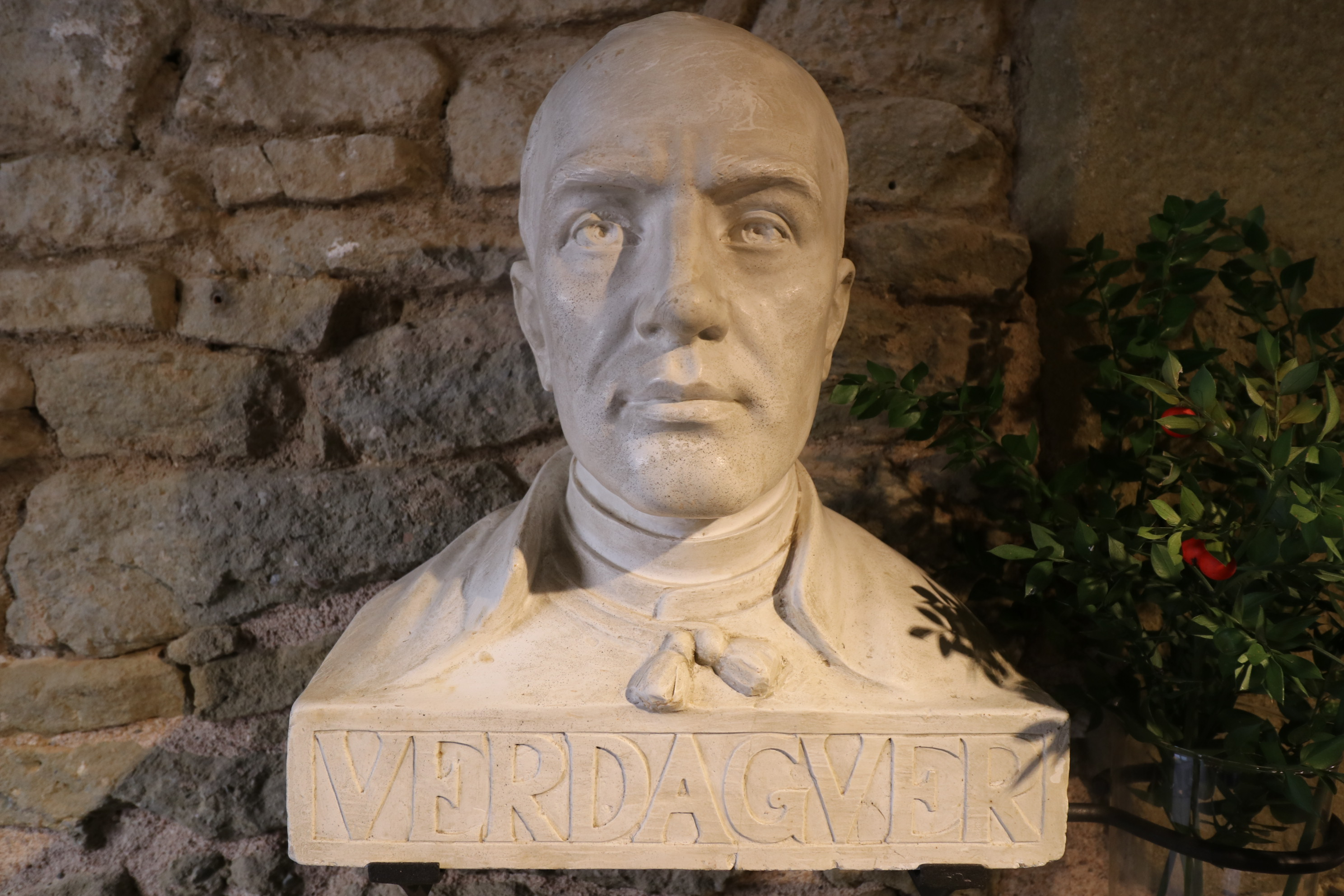
Бюст №1
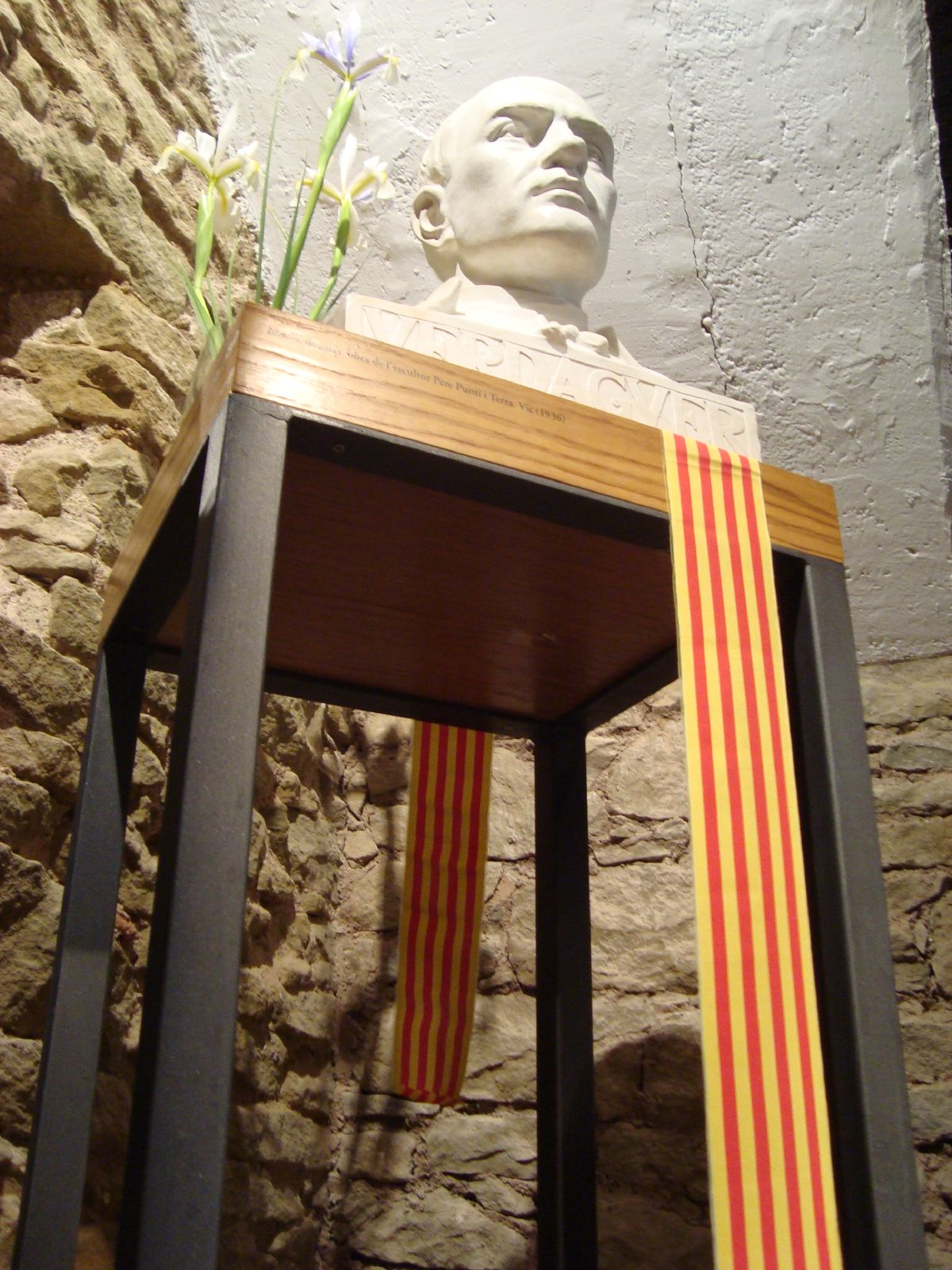
Бюст №2
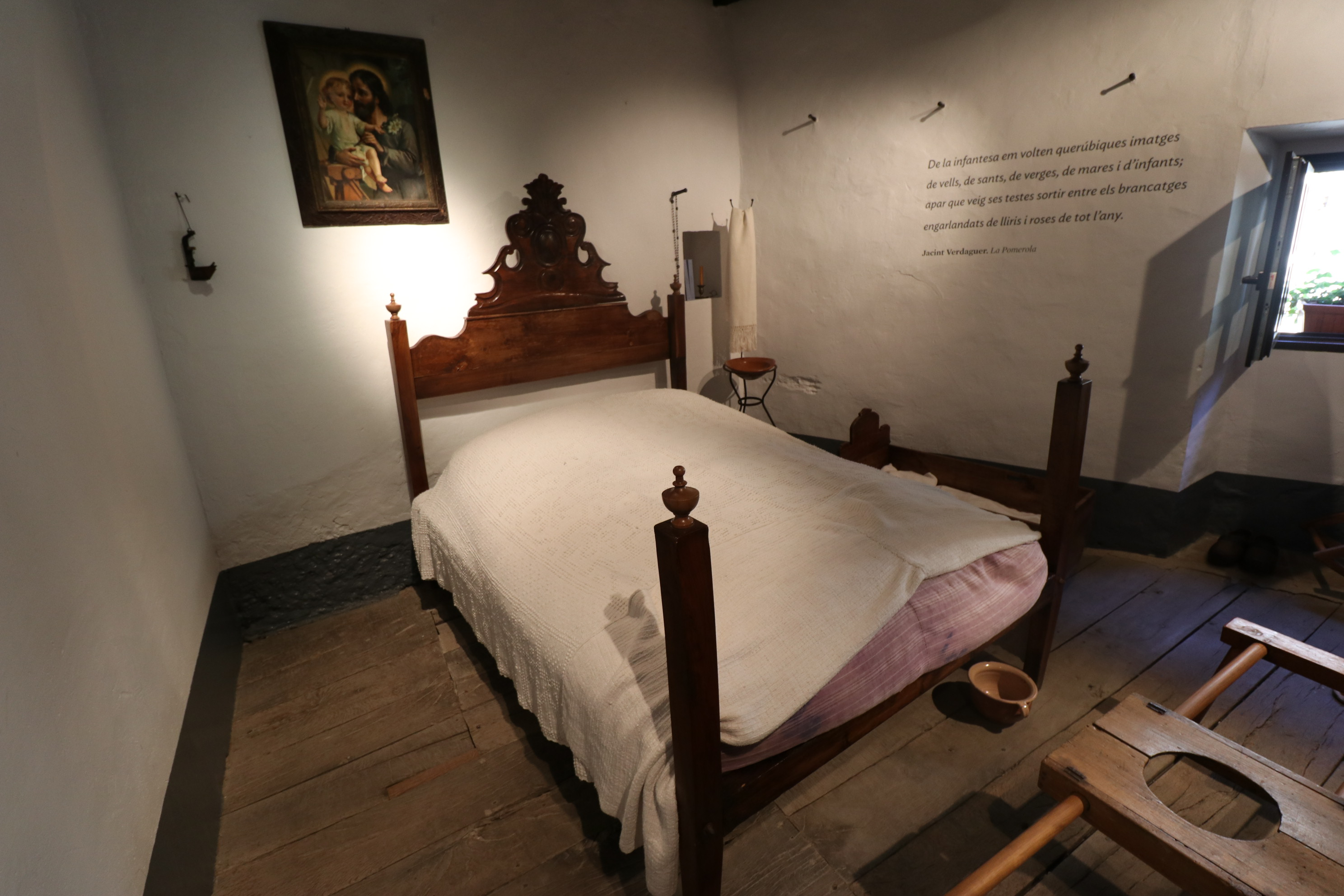
Кровать поэта
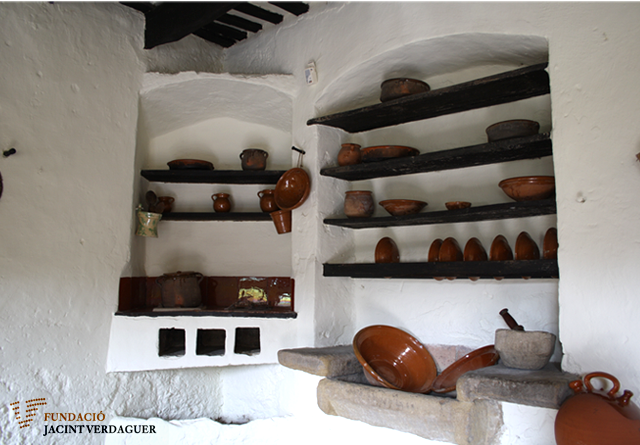
Предметы быта
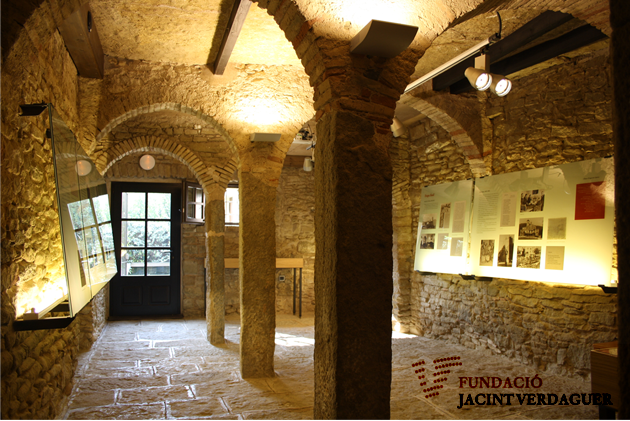
Нижний этаж дома

## Ансамбль на Плаза дель Рей

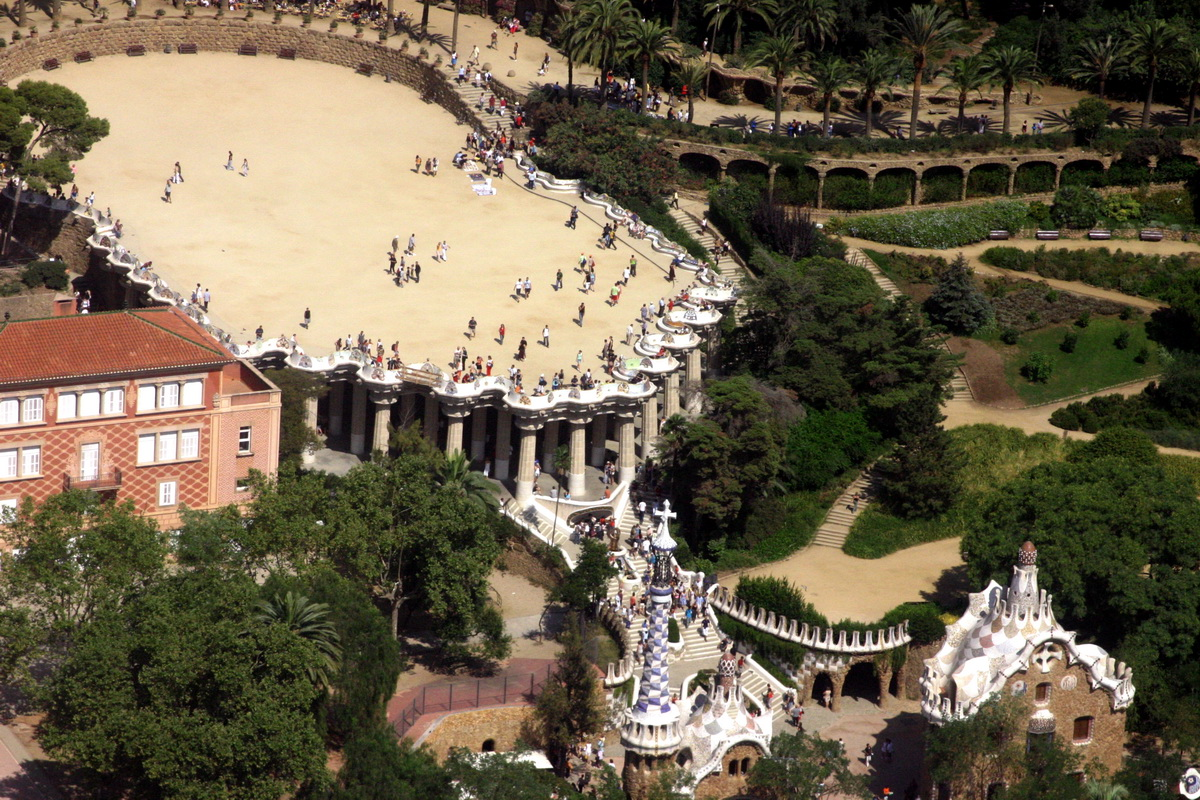
Парк Гуэль

Архитектура Ансамбля относится к Средневековой эпохе города Барселона. Все сооружения на площади дель Рей выполнены в готическом стиле. Первый дворец здесь построили вестготы. В конце площади дель Рей находится вход в Музейный центр города. Здесь также находится приёмный зал дель Тинелль (Salo del Tinell), который был построен в XIV  веке. В 1492 году, Елизавета I и её муж Фердинанд II Арагонский принимали Колумба именно здесь. Сейчас зал служит местом для художественных выставок. К приёмному залу примыкает часовня Святой Агаты (Capella de Santa Agata), которая была построена в начале XIV века по приказу короля Якова II на руинах римских стен. Напротив Королевского Дворца находится Дворец дель Льотинент, возведённый в XIV веке. 

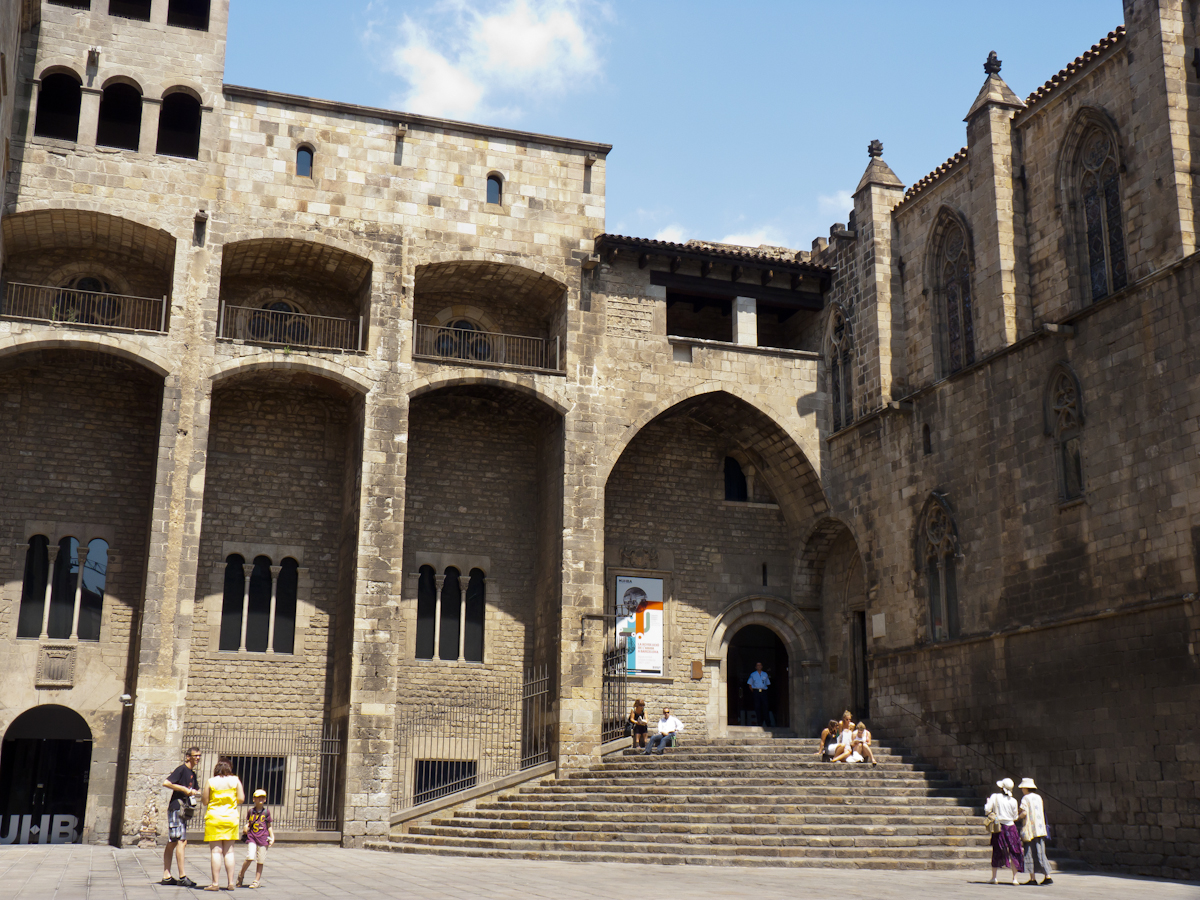
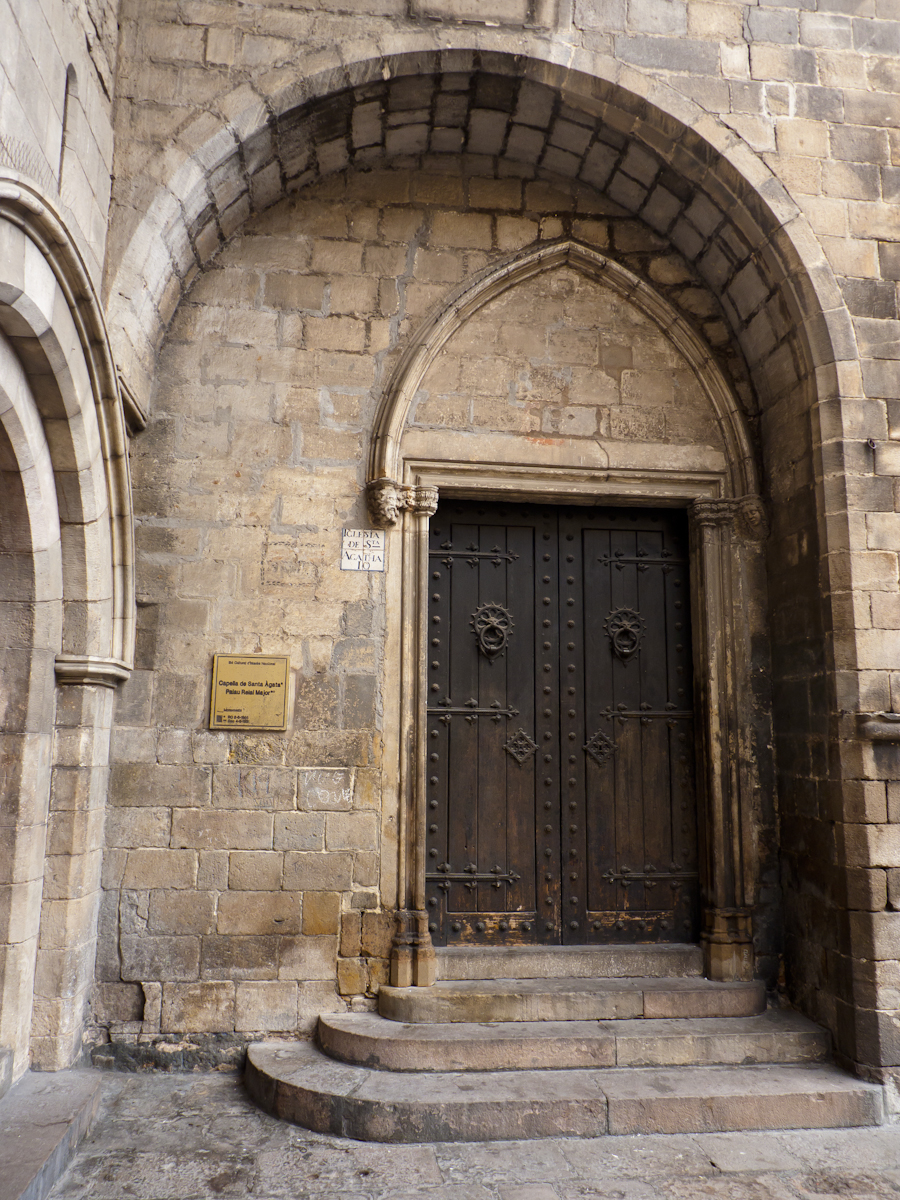
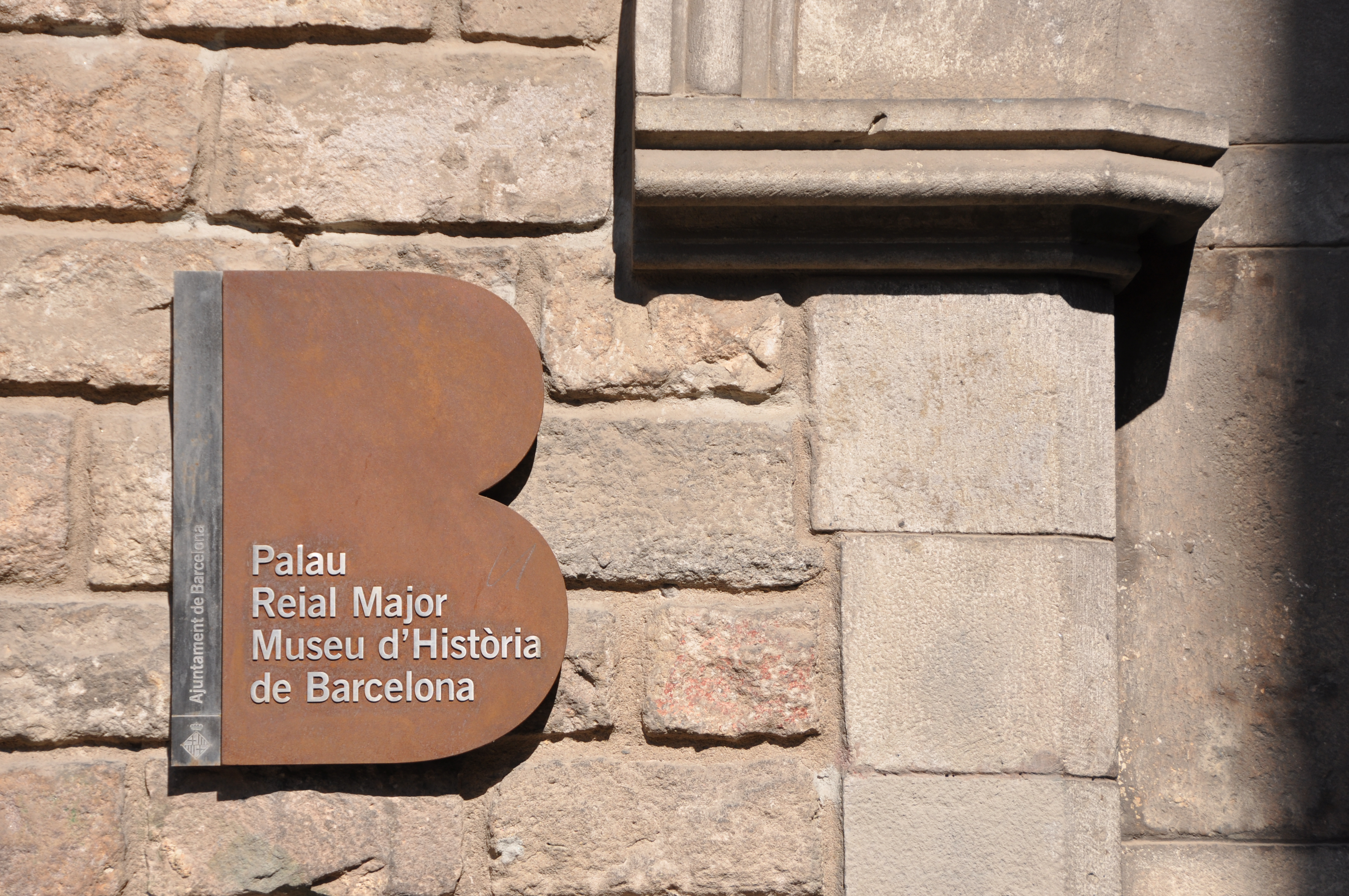
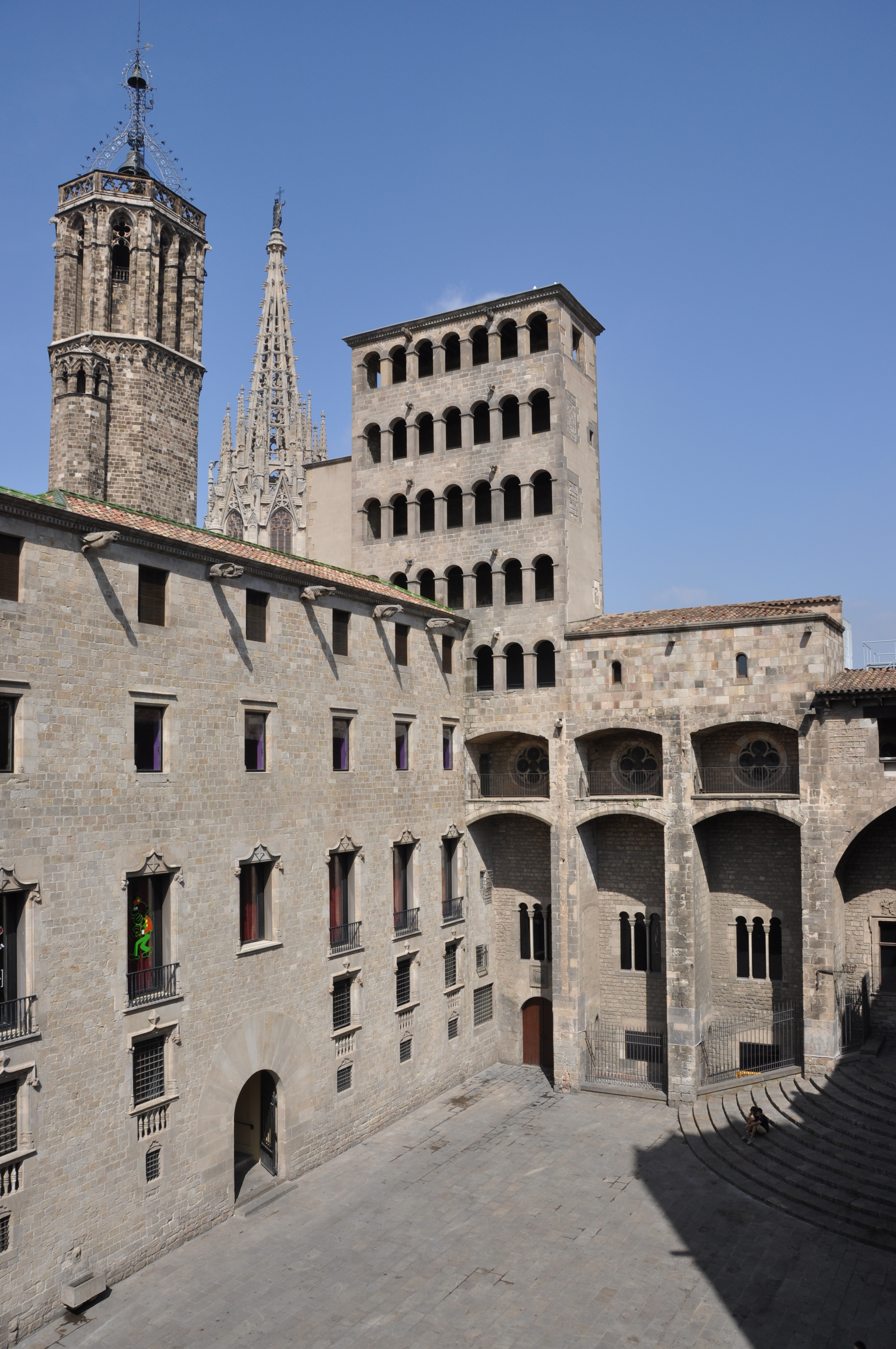
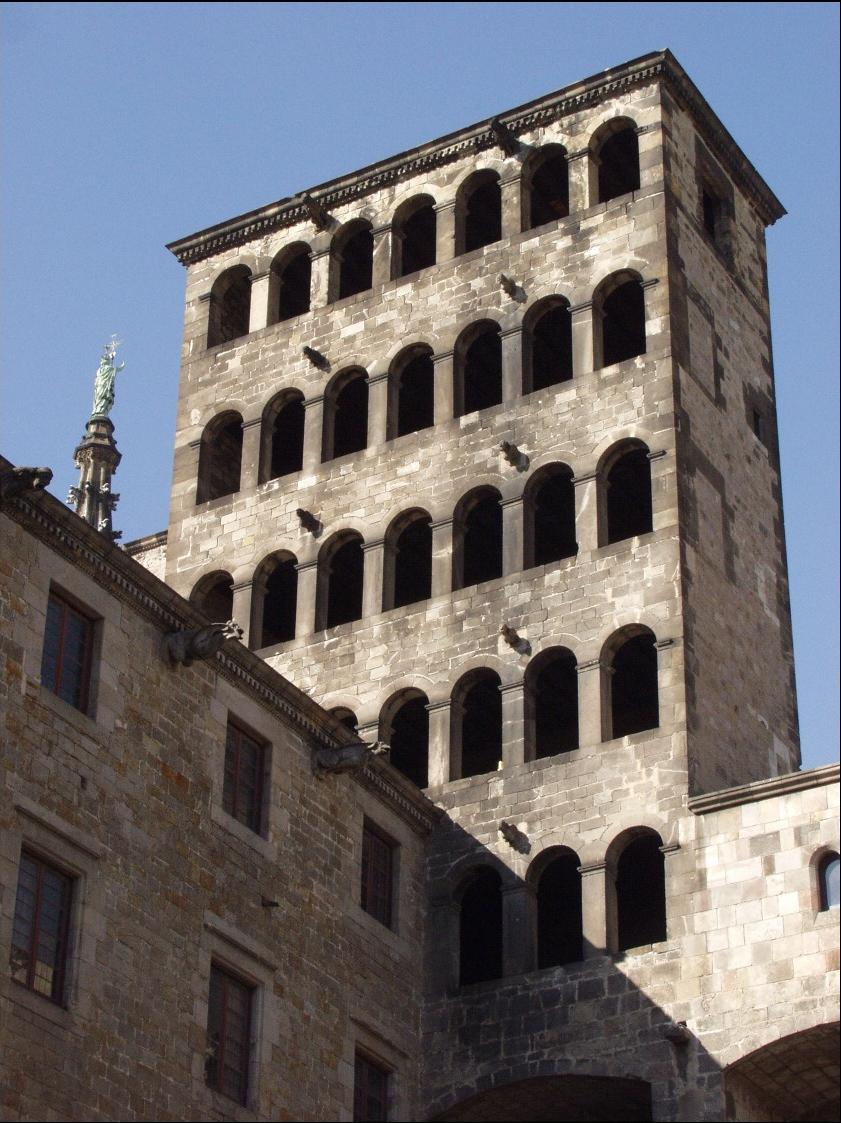

## Развлекательный центр в парк Гуэле

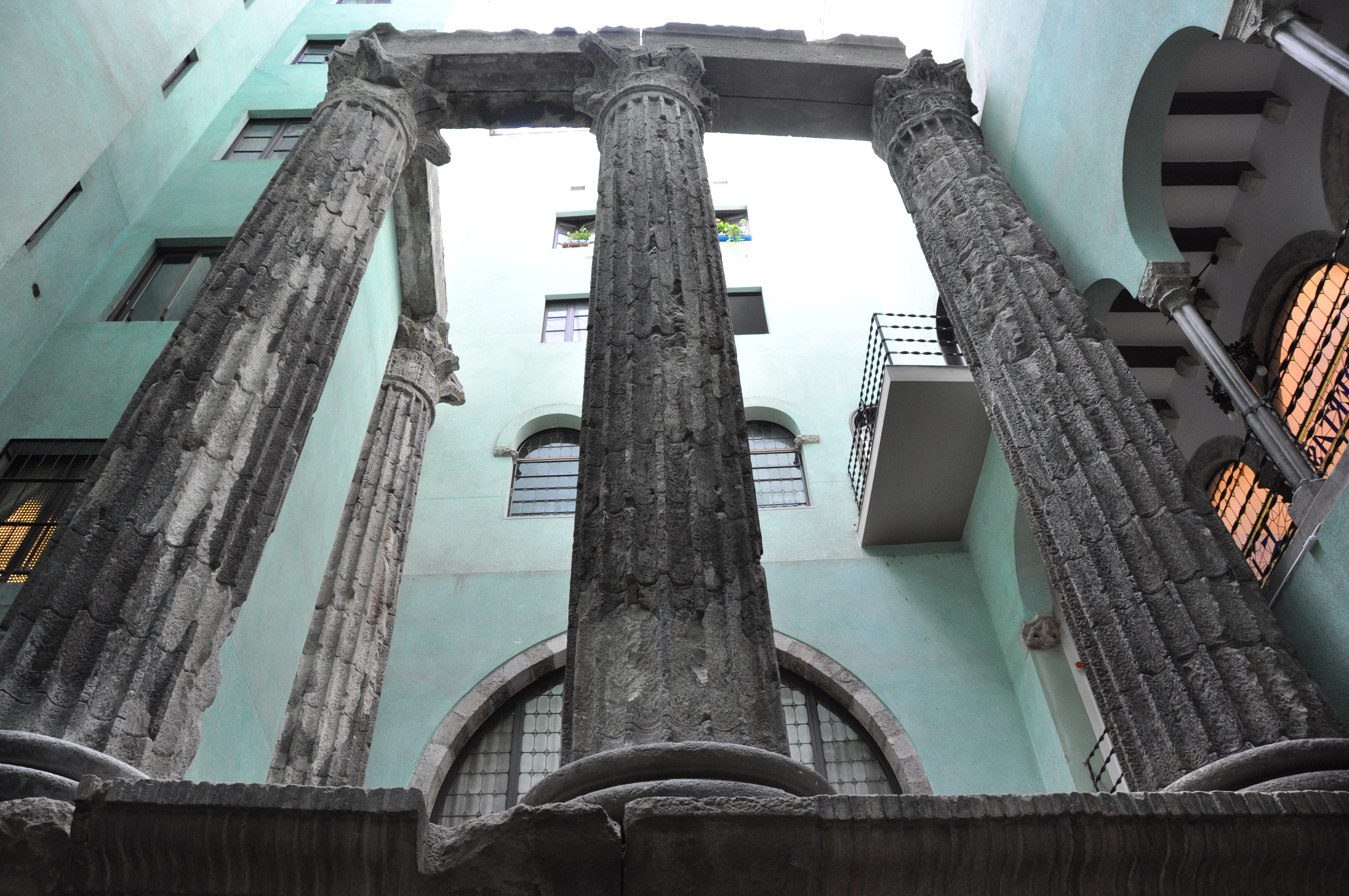
Четыре колонны Храма Августа

Парк Гуэль был возведён по проекту всемирно известного архитектора Гауди. Постройки в парке, которые относятся к историческому музею Барселоны имеют значок «MUHBA».

## Храм Августа
Недалеко от Кафедрального собора находятся четыре коринфские колонны — колонны римского храма Августа (посвящён римскому императору Октавиану Августу).  Колонны были возведены за 100 лет до нашей эры. Храм возвышался на самом высоком месте римской колонии Барсино, а точнее на горе Табер. 3 колонны были найдены в конце XIX века во время строительства экскурсионного центра Каталонии. Четвёртая колонна, на тот момент демонстрировалась на площади дэль Рей и впоследствии присоединена к трём остальным, образовав единый комплекс.

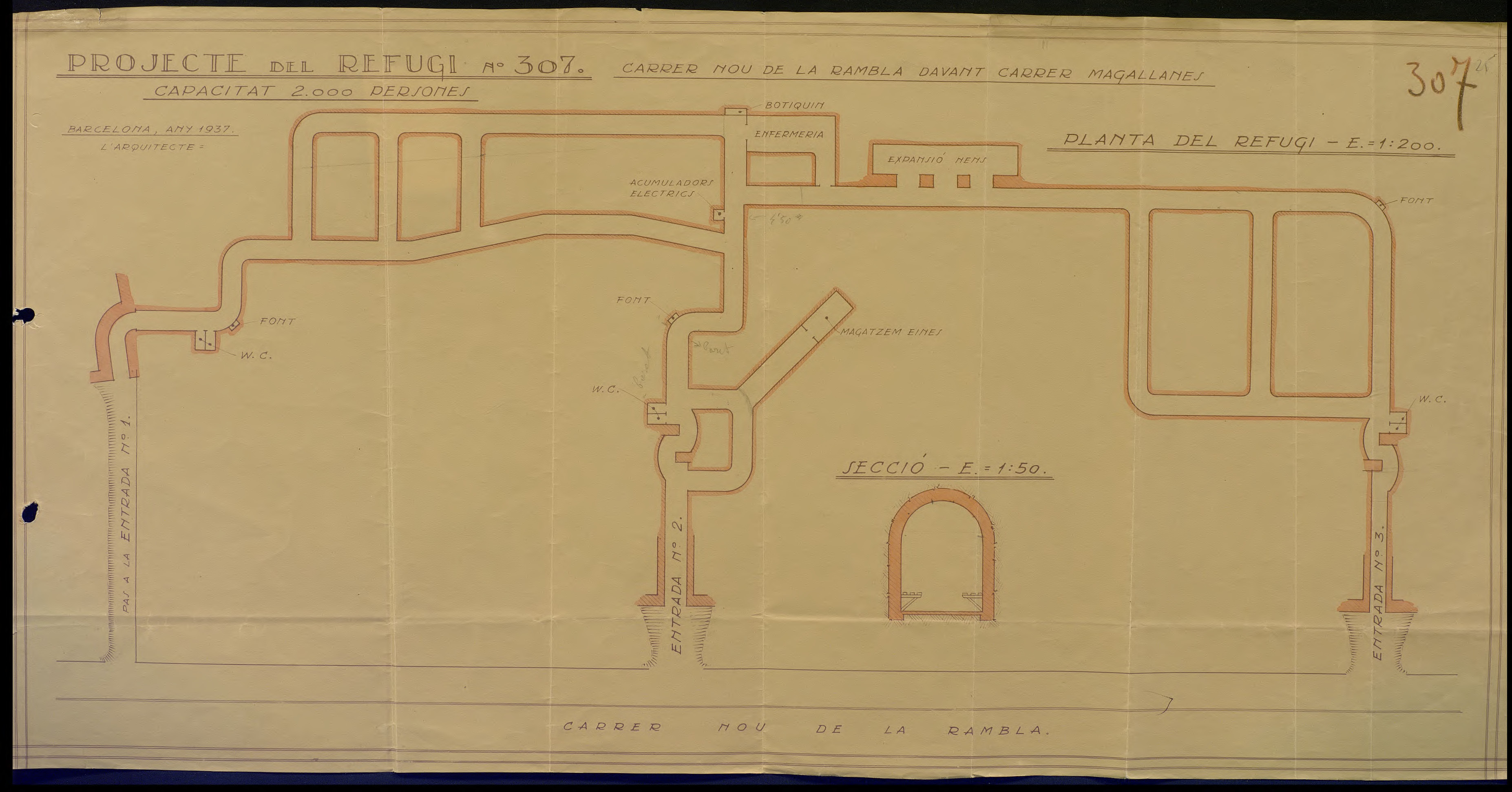
План убежища № 307

## Убежище 307
Во время Гражданской войны в Испании (1936—1939) в Барселоне было построено 1384 бомбоубежища. Убежище № 307 в районе Побле Сек, который находится недалеко от порта Барселоны, на горе Монжуик является одним из самых известных. Глубина убежища местами доходит до 25 м. Стены укреплялись кирпичами. Вместимость убежища — 2000 человек. Убежище № 307 было обнаружено в 1995 году. Убежище имеет три входа с улицы Ла Рамбля и около 400 метров туннелей. Высота туннелей составляет 2,10 метра, а ширина от 1,5 до 2 метров. 

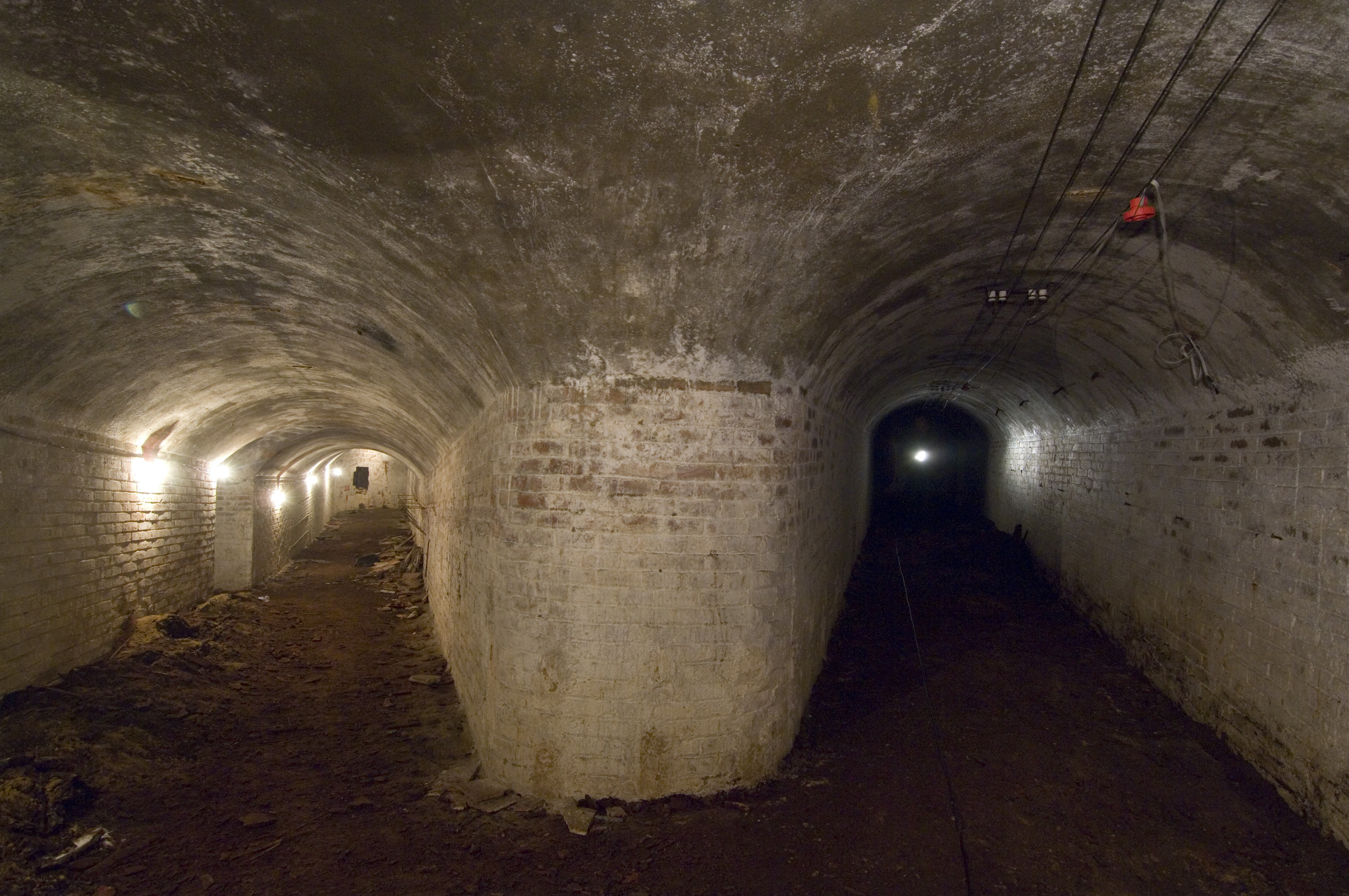
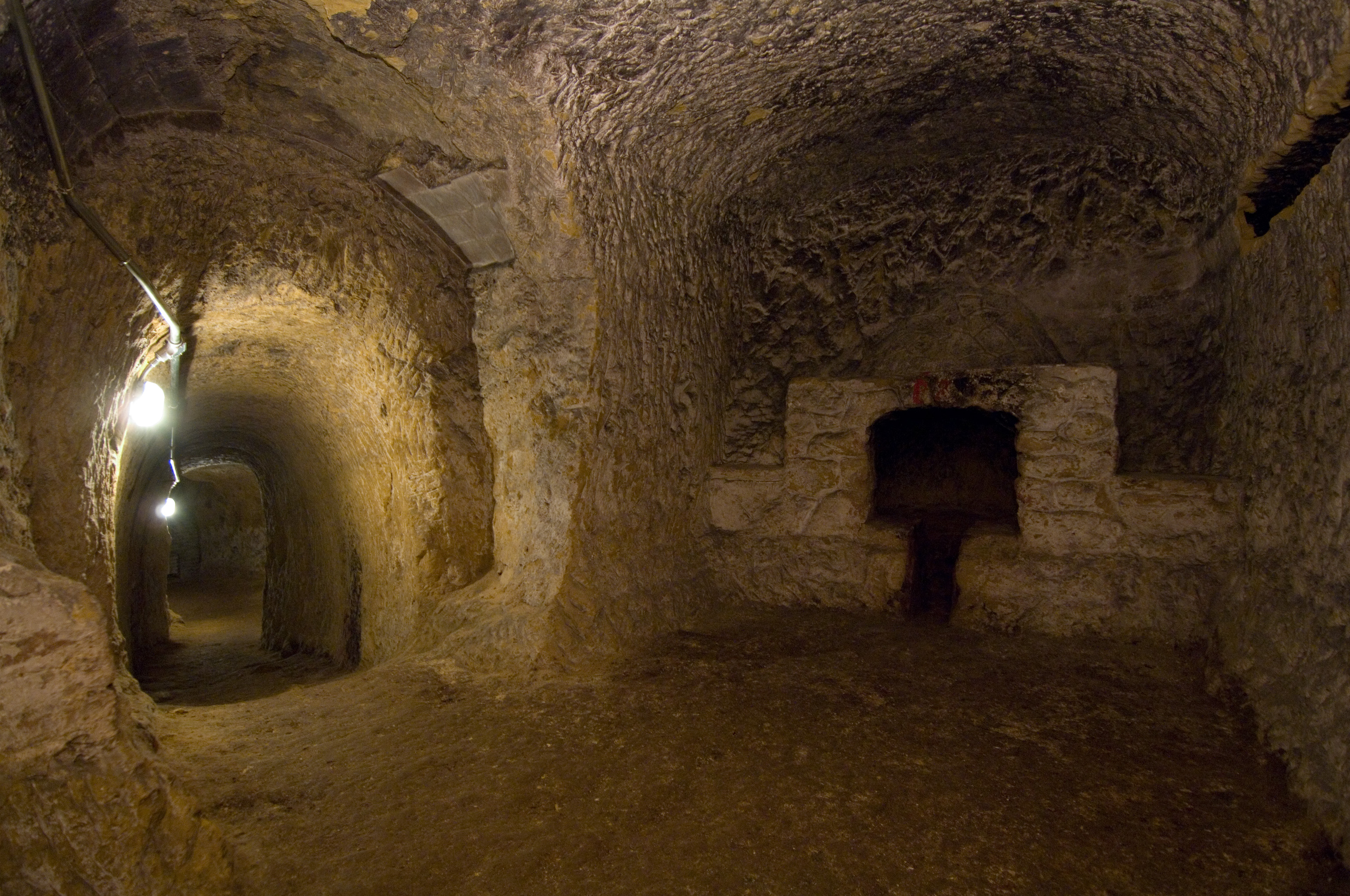
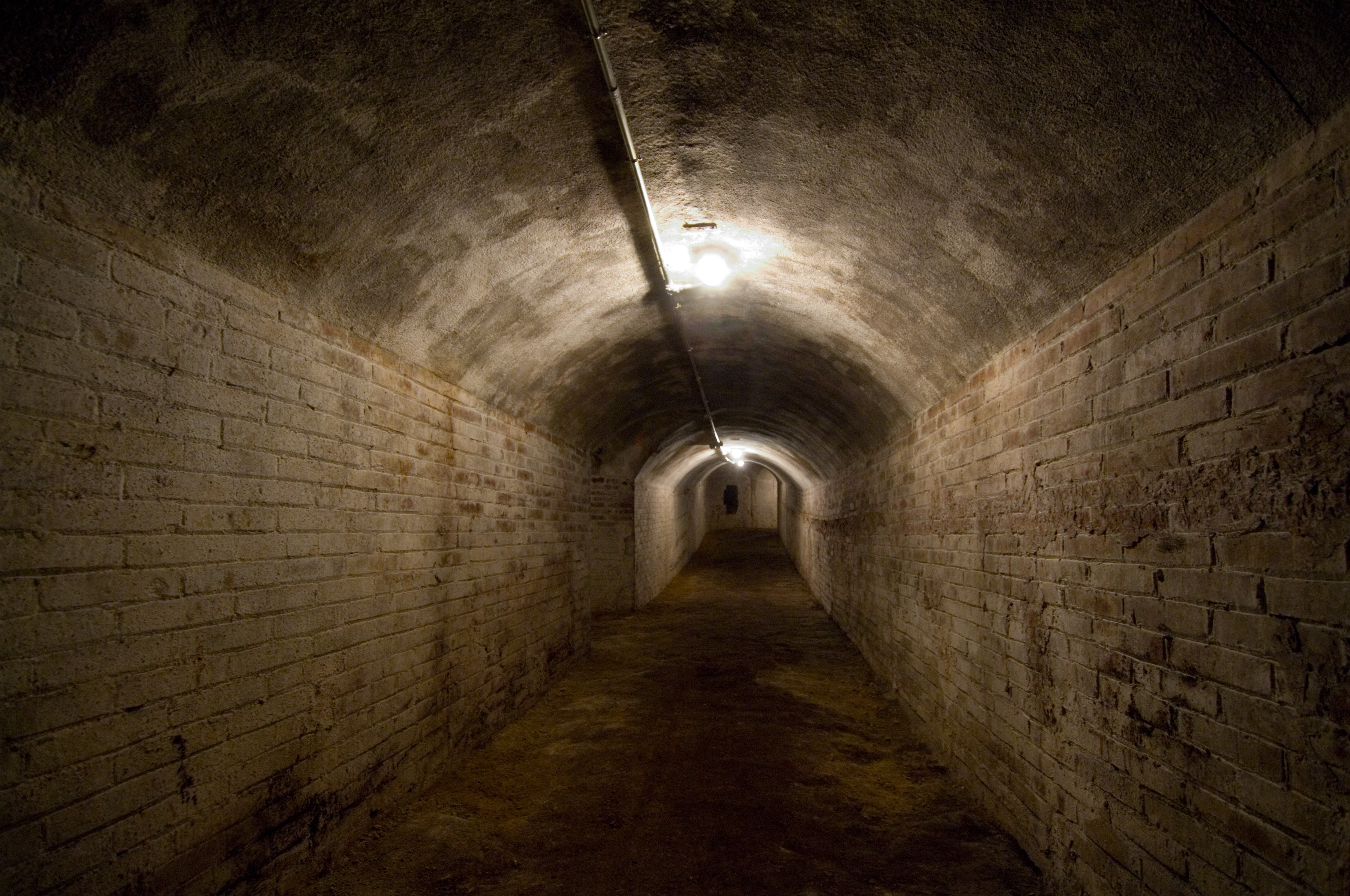
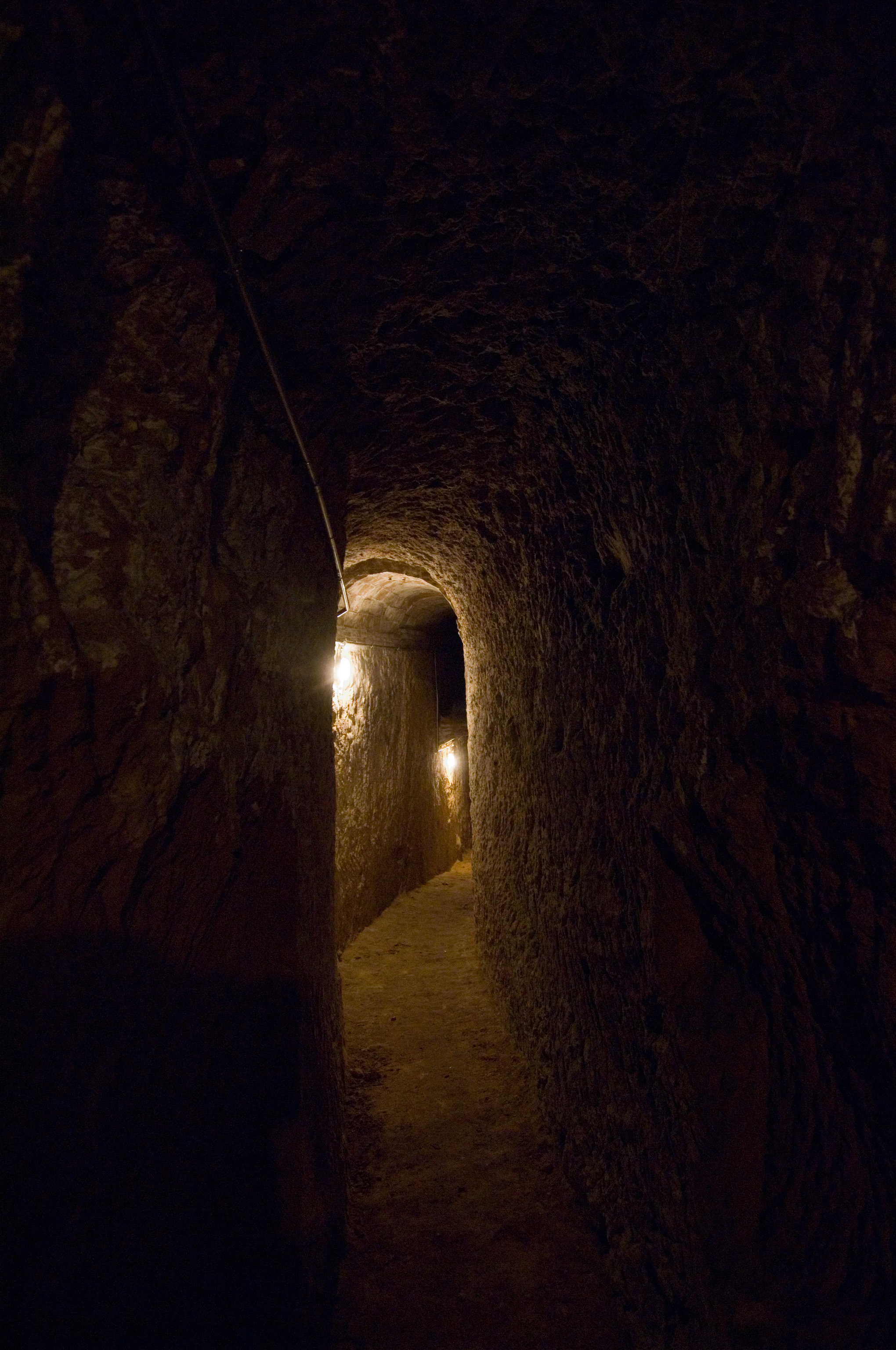